# Centro Federal de Educação Tecnológica de Minas Gerais
O Centro Federal de Educação Tecnológica de Minas Gerais (CEFET-MG) é uma instituição de ensino médio, técnico e superior pública federal brasileira, vinculada ao Ministério da Educação, contemplando também, de forma indissociada, o ensino, a pesquisa e a extensão, na área tecnológica e no âmbito da pesquisa aplicada.
Em 2025, o CEFET-MG foi reconhecido como uma das melhores instituições de ensino superior do Brasil, segundo avaliação do Índice Geral de Cursos (IGC) do Ministério da Educação. A instituição obteve nota máxima na avaliação, destacando-se como a melhor da Rede Federal de Educação Profissional, Científica e Tecnológica.
Os câmpus I, II e VI localizam-se na Avenida Amazonas, em Belo Horizonte. Os outros campi (ou Unidades de Ensino Descentralizadas - UNEDs) localizam-se no interior do estado de Minas Gerais, nas cidades de Leopoldina, Araxá, Divinópolis, Varginha, Timóteo, Nepomuceno, Curvelo e na região metropolitana, Contagem.
Apóia também um centro de ensino técnico (CET), que é mantido pela prefeitura de Itabirito.
Segundo o Instituto Nacional de Estudos e Pesquisas Educacionais Anísio Teixeira (INEP), em 2008 a Unidade do CEFET-MG em Belo Horizonte obteve média de 70,46 e entrou na lista das 20 melhores escolas públicas do Brasil, em 20.º lugar. Em 2009, segundo o INEP,  Campus do CEFET-MG em Belo Horizonte está entre as quatro melhores escolas públicas em Minas Gerais, no ranking de avaliação do Exame Nacional do Ensino Médio (ENEM) 2009. Na classificação geral por estado, quando são comparadas com as notas obtidas pelos alunos da rede particular e pública, o Campus em Belo Horizonte aparece em 15º lugar. O ranking das 20 melhores escolas públicas de Minas (2009) traz ainda o Campus Divinópolis (8º), Leopoldina (12º), e Araxá (EMR: 16º e EJA: 17º).
Em 2011, ocupou o segundo e terceiro lugar do ranking nacional de instituições de ensino superior entre as 10 mais concorridas do Brasil no Sistema de Seleção Unificada (Sisu), sendo que, neste mesmo ano o Sisu apresentou 2.020 milhões de inscrições.

## História

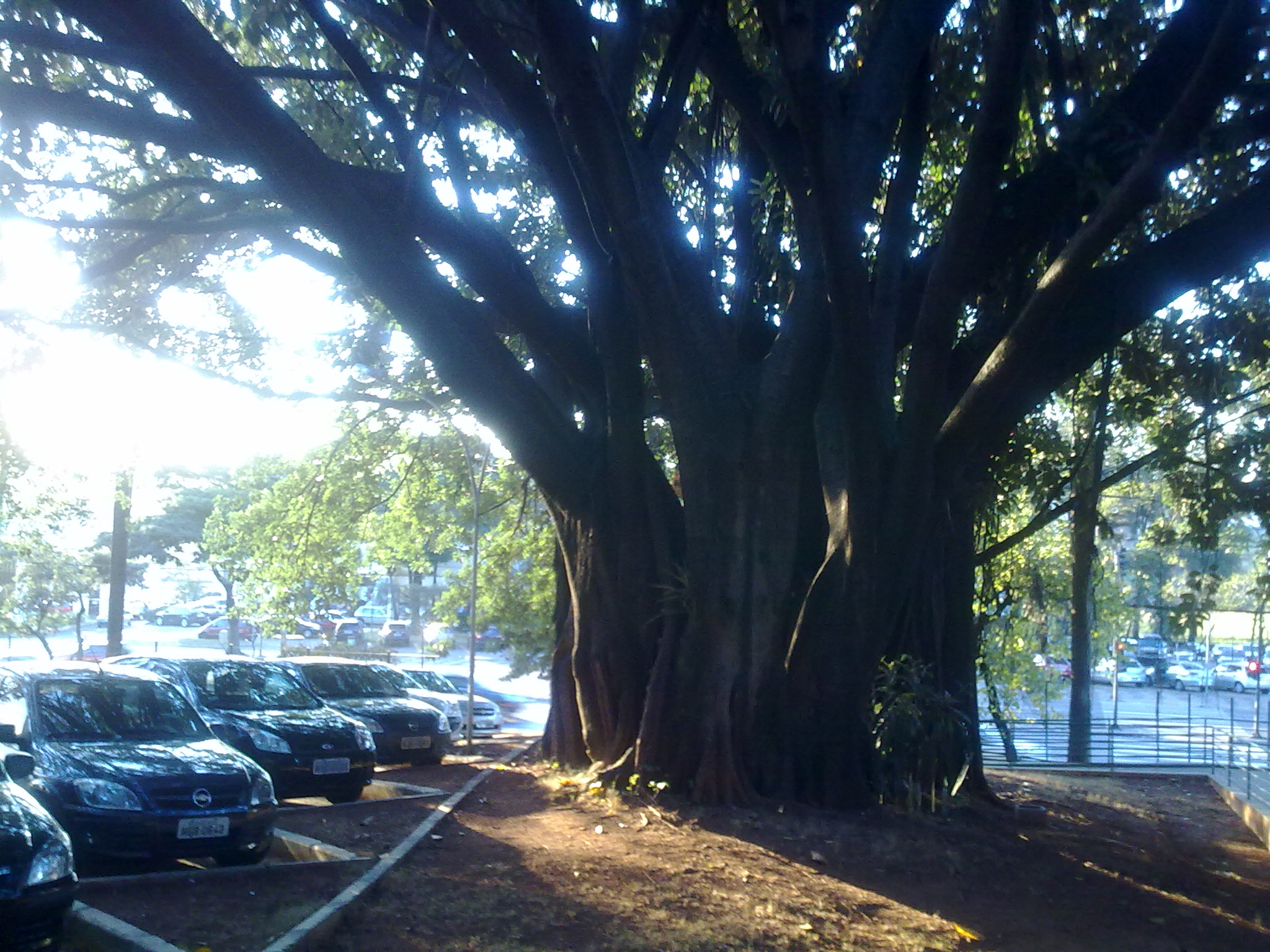
Árvore centenária na entrada do campus II.

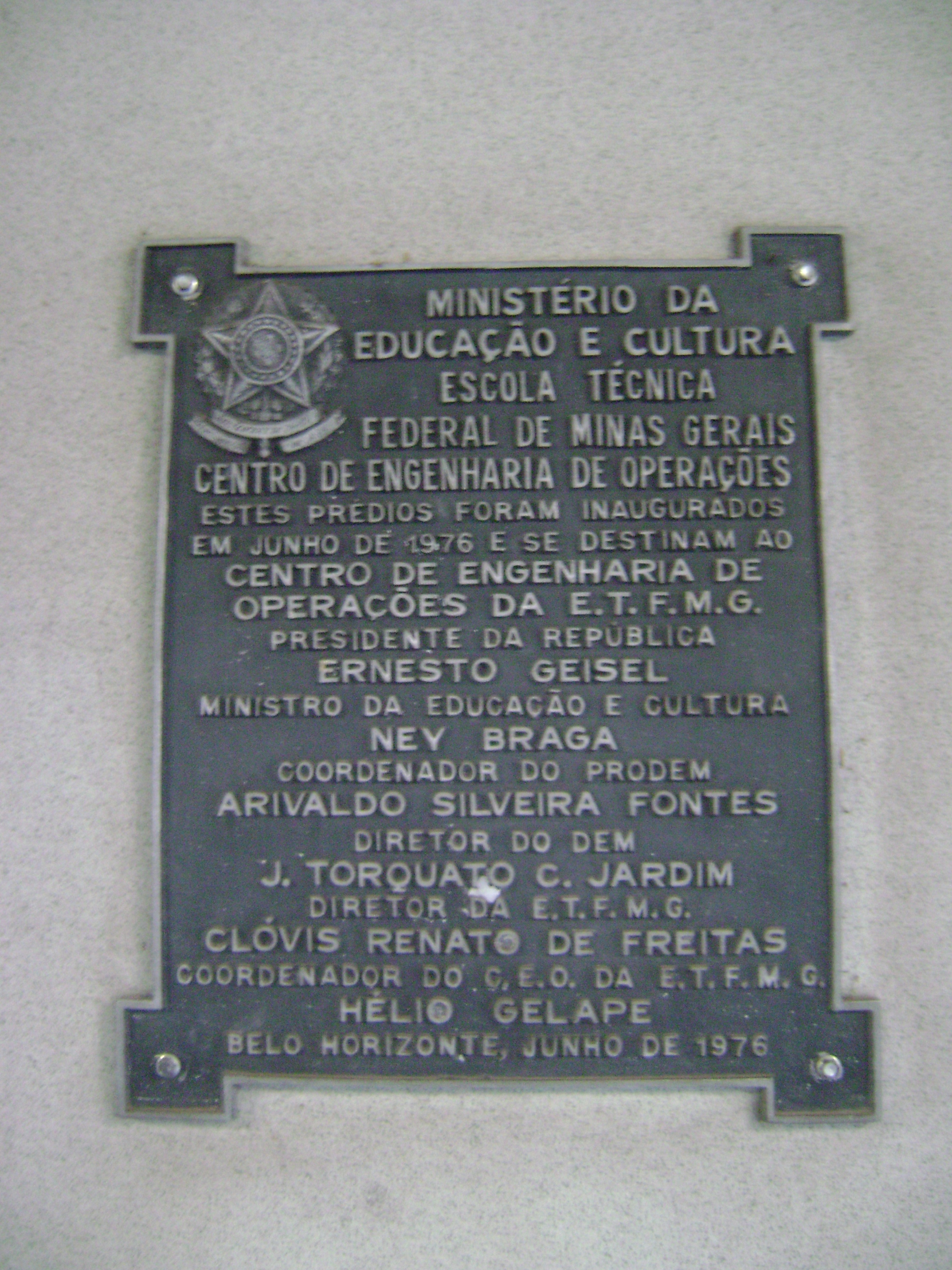
Placa existente no campus II informando sobre estrutura do antigo curso de Engenharia de Operações da ETF-MG.

Em 23 de setembro de 1909, o Presidente Nilo Peçanha, através do Decreto nº 7.566, criava a Escola de Aprendizes Artífices de Minas Gerais, hoje Centro Federal de Educação Tecnológica de Minas Gerais (CEFET-MG).
Instalada na Avenida Afonso Pena, em Belo Horizonte, onde funciona atualmente o Conservatório de Música da UFMG, a Escola oferecia ensino primário profissionalizante para crianças carentes de 12 a 16 anos.
Naquela época, Belo Horizonte ainda não apresentava demanda para a área industrial e, por isso, os alunos eram formados para o artesanato manufatureiro. Havia cursos de serralheria, sapataria, ourivesaria, marcenaria e carpintaria.
Somente em 1942, com a industrialização, é que a escola se tornou técnica, primeiro com o nome de Escola Técnica de Belo Horizonte e, em 1959, com a denominação de Escola Técnica Federal de Minas Gerais. Em 30 de junho de 1978, a instituição se transformou em CEFET-MG, a partir da aprovação de uma lei pelo Congresso Nacional.
Essa mudança representou um grande avanço institucional, uma vez que ampliou as possibilidades de oferta de educação tecnológica em nível superior, incluindo graduação, pós-graduação lato sensu e licenciatura, além dos cursos técnicos, de educação continuada e das atividades de pesquisa.
Em 2011 tomou posse o diretor-geral Márcio Silva Basílio, com campanha de conduzir o Centro à transformação em Universidade Tecnológica Federal

### Escola de Aprendizes Artífices de Minas Gerais
A Escola de Aprendizes Artífices de Minas Gerais (EAA-MG) foi criada em 23 se setembro de 1909.
O arquivo morto do CEFET-MG, relacionado com o EAA-MG, limita-se apenas a um livro de ata com o resultado das avaliações realizadas em todas as turmas no final dos anos de 1928 a 1939 e livros sobre treinamento dos alunos da EAA-MG em ações militares conhecidos como tiro de guerra.
Em 1914, o jornal A Tarde faz uma denúncia contra o diretor Sr. Antônio Augusto Ferreira Leal. Segundo a publicação, quase todo o corpo docente da EAA-MG era substituído por amigos do Sr. diretor, o que acabou por chamar a atenção do ministro para o devido fato.
Entre os trabalhos produzidos nas oficinas da EAA-MG, podemos destacar os seguintes: mesas, armários diversos, porta-vasos, estantes, aparelho para o ensino de leitura, jóias de ouro e prata, mezaninos, pás e enxadinhas para jardinagem, caixa para depósito de água, jogo de ferramenta para moldador, além de muitos outros objetos.

### Escola Técnica Federal de Minas Gerais
Em 1942, com o início da industrialização de Belo Horizonte e das cidades da Região Metropolitana, é que a escola se tornou técnica, primeiro com o nome de Escola Técnica de Belo Horizonte e, em 1959, com a denominação de Escola Técnica Federal de Minas Gerais.
Segundo pesquisas, os professores de Educação Física da Escola Técnica Federal de Minas Gerais elegiam a aptidão física e o esporte como referenciais importantes na organização dos planejamentos pedagógicos. Havia forte caráter disciplinar na área e ainda a presença de normas e valores das instituições esportiva e militar no ambito escolar.

### Programa de Alimentação

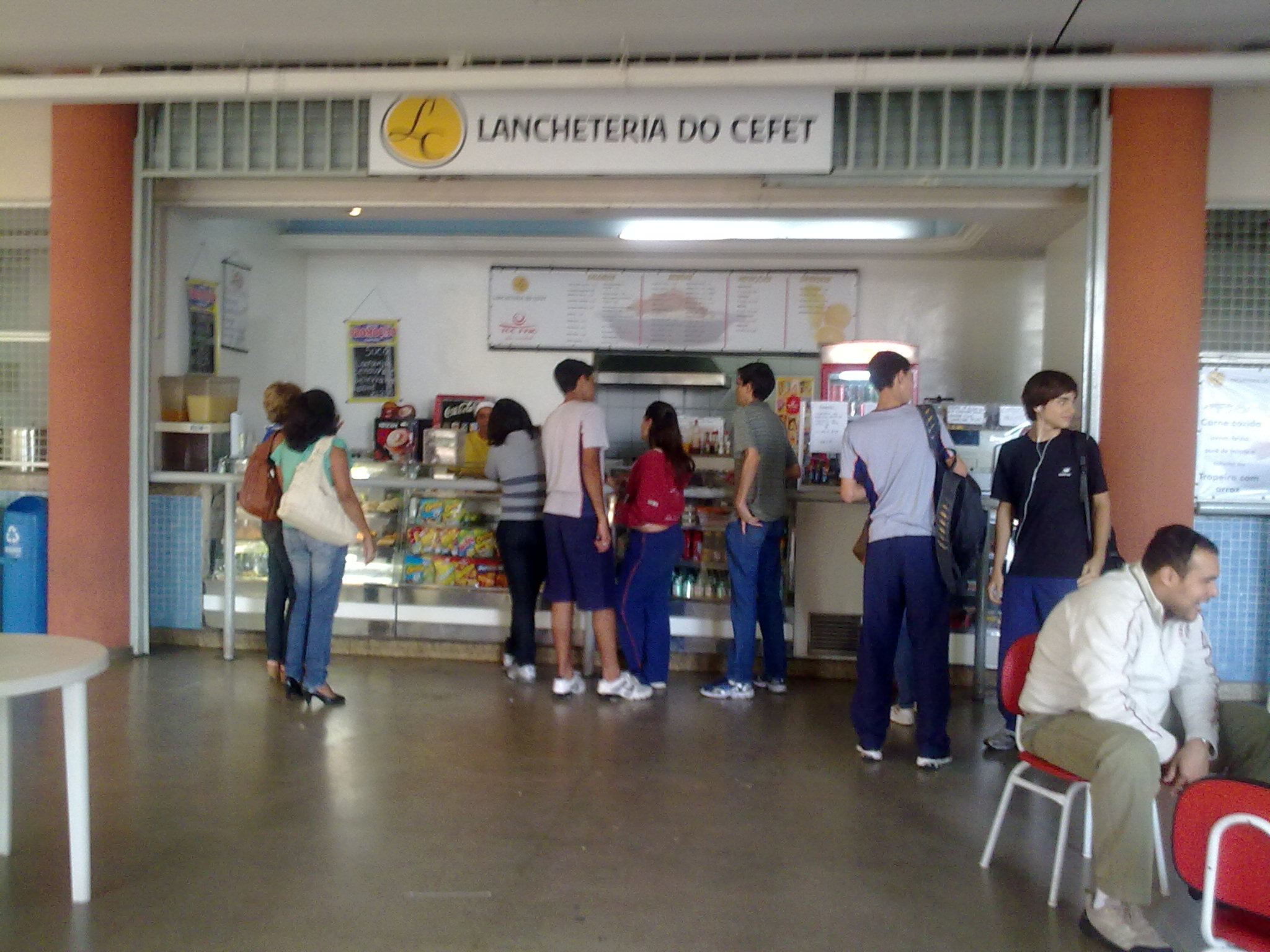
Cantina no hall do campus I.

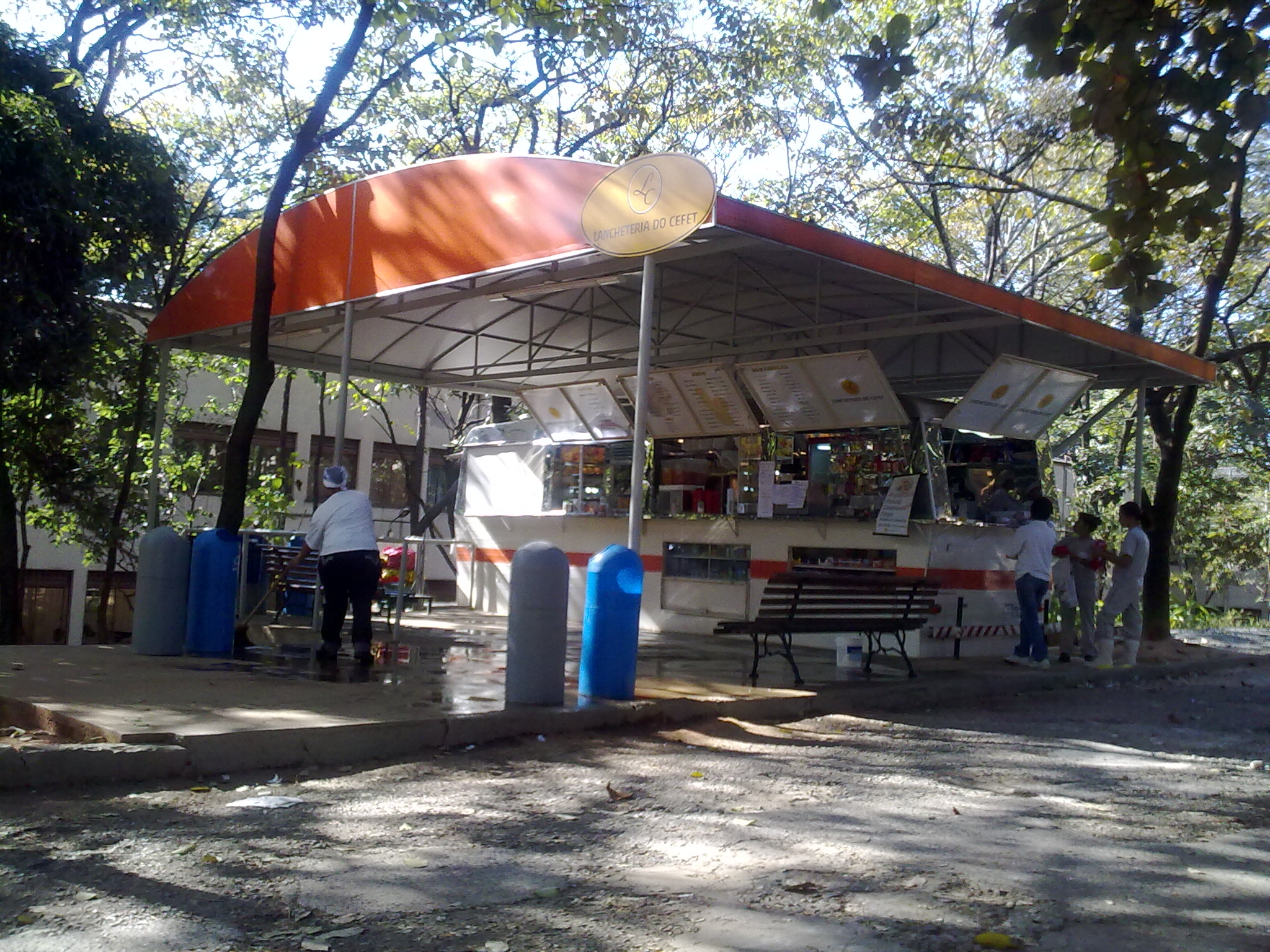
Cantina no campus II.

O Programa de Alimentação é um dos primeiros programas sociais da Instituição. Iniciado na década de 80, através de bolsas aos estudantes, custeada em 70% pelo CEFET. Nesta ocasião a ASCEFET administrava a cantina, atendendo os alunos bolsistas.
Em 1984, o CEFET, através da SAE (Seção de Assistência ao Estudante) passa a administrar o Programa de Alimentação. O Governo Federal através do PEAE (Programa Estadual de Alimentação Escolar) envia alguns gêneros. Os estudantes participam ativamente, doando utensílios, trabalhando na produção das refeições e no cultivo de uma horta comunitária no campus II. E já no próximo ano ocorre a reforma das instalações físicas, adequação nos cardápios, ampliação do atendimento de 120 para 200 refeições diárias (em 1987 esse número seria aumentado para 300 refeições diárias).
Com as mudanças na política governamental da década de 90, ocasionou-se:
- Redução de verbas institucionais, extinção da FAE, fim da remessa de gêneros pelo PEAE; fim do recolhimento da taxa de matrícula dos estudantes pelo CEFET-MG, passando a ser arrecadada pela Caixa Escolar, alterando o programa em sua estrutura;
- Financiamento integral pelos estudantes e pela Caixa Escolar do CEFET-MG.
- Por muito tempo, estudantes não selecionados para o programa traziam marmitas, acondicionadas em um aquecedor de marmitas, dentro do restaurante.

Em meados de 1995 há novos investimentos em equipamentos e pessoal. Ampliação para 300 refeições/turno. Os profissionais da assistência estudantil passam a ter a sua ação restrita à seleção e acompanhamento dos estudantes, ficando a administração do programa sob a responsabilidade da Caixa Escolar.
Já em 2002,no campus II, até esta data, ocorre o fornecimento de bolsas emergenciais aos estudantes em risco de evasão, para cobrir gastos com alimentação.
Em 2004 há nova reestruturação do Programa: extinção da Caixa Escolar, conforme determinação do Tribunal de Contas da União; retorno da administração do programa para o CEFET-MG/SAE; convênio com a Fundação CEFETMINAS para a execução; reforma do restaurante I e contratação de pessoal, possibilitando uma ampliação de 400 para 650 refeições/dia.
Nos anos seguintes ocorre a ampliação gradativa do atendimento e a contratação, por meio de concurso público, de nutricionistas e administradores para os restaurantes dos campi I e II e ampliação do quadro de pessoal.
Recentemente, em 2009 aconteceu a inauguração do restaurante do CEFET-MG no campus II, universalizando o atendimento aos estudantes e estendendo à participação dos servidores, e 2010 é o ano da inauguração das novas instalações do restaurante do campus I, com capacidade para 2.000 refeições/dia, com universalização do atendimento aos estudantes estendendo à participação dos servidores.

### Painel "Ceia" da Sala de Convivência dos Professores
O painel foi pintado em 1958, ano da inauguração do Campus I, pelo artista João Guimarães Vieira, o Guima. A obra foi doada pelo Conselho Nacional do Serviço Social da Indústria, que era presidido pelo mineiro Pedro Paulo Penido. Em ofício do dia 3 de março do ano citado, o então Diretor da Escola Técnica de Minas Gerais, Prof. Abelardo de Oliveira Cardoso, comunicou ao dirigente o término da pintura e agradeceu pela doação.
Devido ao passar dos anos, a imagem com o passar do tempo foi tornando-se bem deteriorada, apesar de algumas restaurações terem sido realizadas durante seus 52 anos de vida.
Em 2010, ocorre uma nova restauração do painel “Ceia”. Foi dado ao painel a originalidade dos tons e das cores, para ressaltar o delineamento utilizado pelo artista, não foram utilizados instrumentos como régua. Os traços do autor são todos feitos a mão, com pincel.
Instalado na Sala de Convivência dos Professores do Campus I do CEFET-MG, o painel tem grande valor afetivo para a instituição. A Sala de Convivência é um espaço de congraçamento entre os professores e isto reflete o espírito da obra.

### Pesquisa e Pós-graduação no CEFET-MG

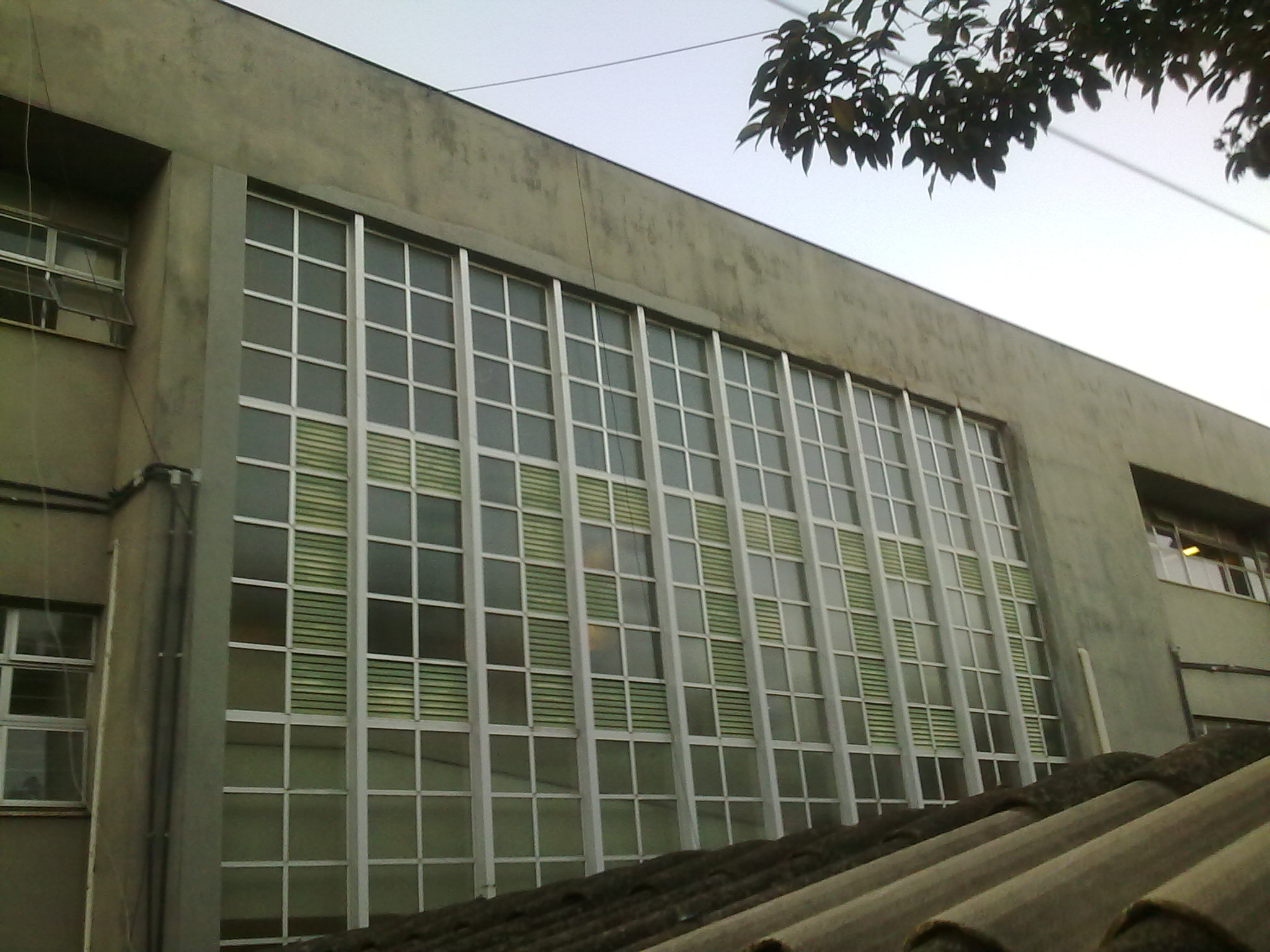
Inscrição CEFET em vidraça do campus I.

A pós-graduação do CEFET-MG teve início na década de 1980, por meio do Programa de Capacitação dos docentes do Ensino Técnico-PCDET, em convênio com a CAPES, quando foram ofertados cursos de especialização interdisciplinares para docentes de escolas técnicas e agrotécnicas federais de todo o país. As atividades de pesquisa e pós-graduação no CEFET-MG foram iniciadas no final da década de 80, com a criação da Assessoria de Pesquisa, Pós-Graduação e Extensão (AEPEX) e aprovação pela CAPES do primeiro Curso de Mestrado, instituído a partir de um convênio com a Loughborough University, Inglaterra.
Em 1988, teve início, em caráter experimental, um curso de mestrado, iniciado efetivamente a partir de 1991, o curso de Mestrado em Tecnologia. Este passou a dispor de infra-estrutura e corpo docente próprios, sendo criada a área de concentração em Educação Tecnológica e, posteriormente, a área de Manufatura Integrada por Computador. Àquela época, diversos programas de especialização para capacitação de docentes de todo país, financiados pela CAPES, foram oferecidos pelo CEFET-MG, alguns na área de Engenharia Civil, como Geotecnia Aplicada, Materiais de Construção e Metodologia de Projetos.
Houve diversos avanços como a melhoria da qualificação docente, da infra-estrutura de laboratórios e da rede computacional, o que resultou na implantação do Curso de Engenharia de Produção Civil, em 1997, e na criação do Departamento de Engenharia Civil (DEC), permitindo o desenvolvimento de projetos e a formação de grupos de pesquisa.
A partir de então, novos cursos foram aprovados: Engenharia Civil, em 2006; Engenharia da Energia, em 2007; Engenharia Elétrica e Estudos de Linguagens, em 2008; Engenharia de Materiais, em 2009.

## Unidades
Campus
- Campus I - Belo Horizonte (sede)
- Campus II - Belo Horizonte
- Campus III - Leopoldina
- Campus IV - Araxá
- Campus V - Divinópolis
- Campus VI - Belo Horizonte
- Campus VII - Timóteo
- Campus VIII - Varginha
- Campus IX - Nepomuceno
- Campus X - Curvelo
- Campus XI - Contagem

Centros de Educação Tecnológica
- CET - Itabirito

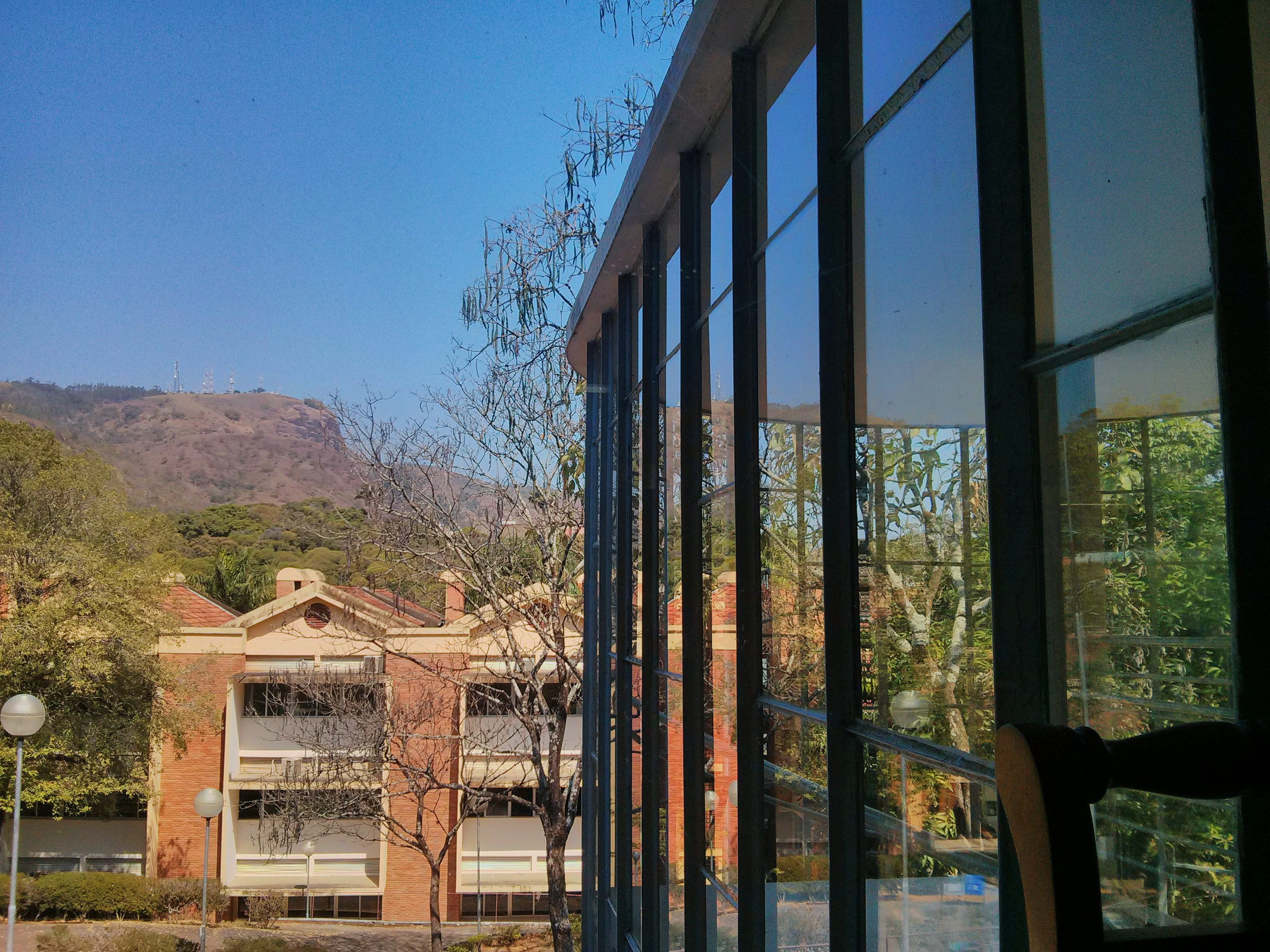
Campus III - Leopoldina

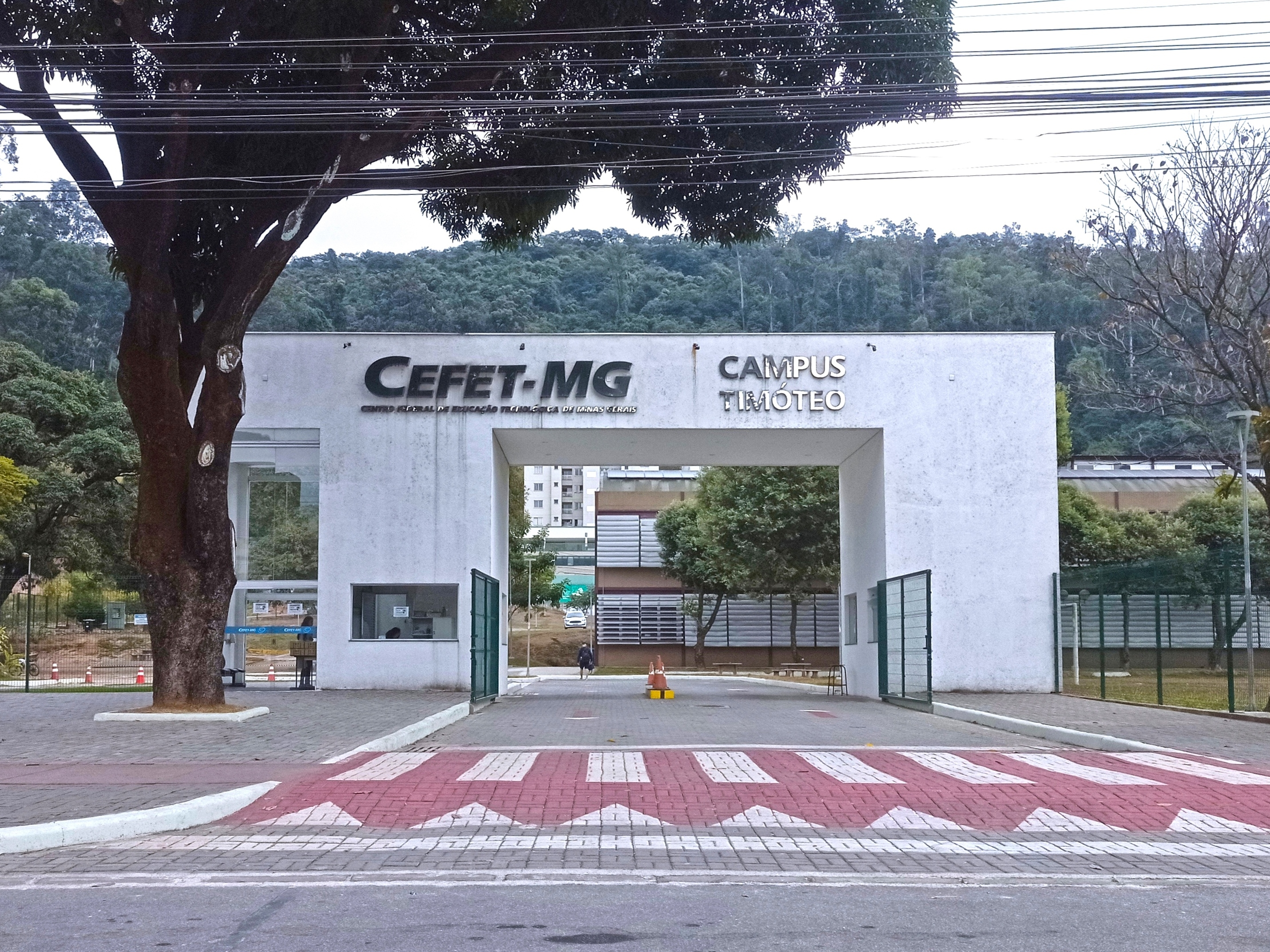
Portaria do Campus VII - Timóteo

- FUNEC - Fundação de Ensino de Contagem

## Diretoria de Pesquisa e Pós-Graduação
A Diretoria de Pesquisa e Pós-Graduação (DPPG) se ocupa da proposição, implementação e acompanhamento dos cursos de pós-graduação stricto e lato sensu, bem como da política de incentivos e de acompanhamento da pesquisa realizada na Instituição.
A DPPG conta em sua estrutura organizacional, com quatro coordenações gerais:
- Coordenação do Programa de Pós-Graduação Lato Sensu
- Coordenação de Programas de Fomento à Pesquisa e Pós-Graduação
- Coordenação de Divulgação Científica e Tecnológica
- Coordenação de Inovação Tecnológica e Propriedade Intelectual

O CEFET-MG tem sete cursos de mestrado recomendados pela Fundação Coordenação de Aperfeiçoamento de Pessoal de Nível Superior (CAPES) e quatorze de especialização. A Instituição conta com quarenta grupos de pesquisa no âmbito dos quais convivem professsores-pesquisadores e alunos dos níveis médio, graduação e pós-graduação e cuja produção tem sido divulgada e publicada em eventos técnicos e científicos nacionais e no exterior.

## Ensino técnico
O CEFET-MG oferece as seguintes opções de cursos técnicos em suas diversas unidades pelo estado de Minas Gerais:

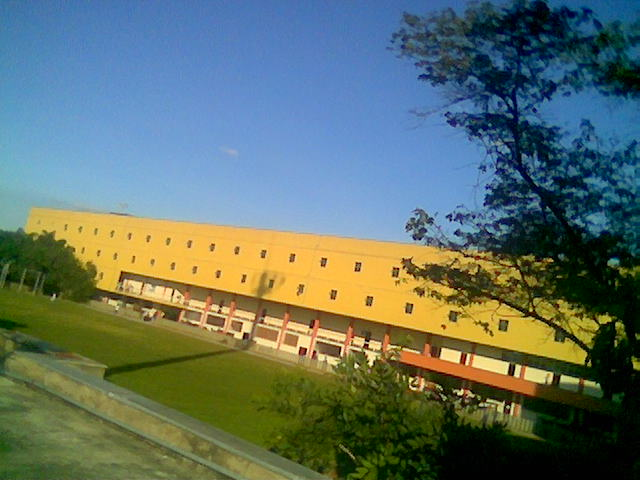
Vista do campus I do CEFET-MG, localizado na avenida Amazonas, em Belo Horizonte.

### Integrado

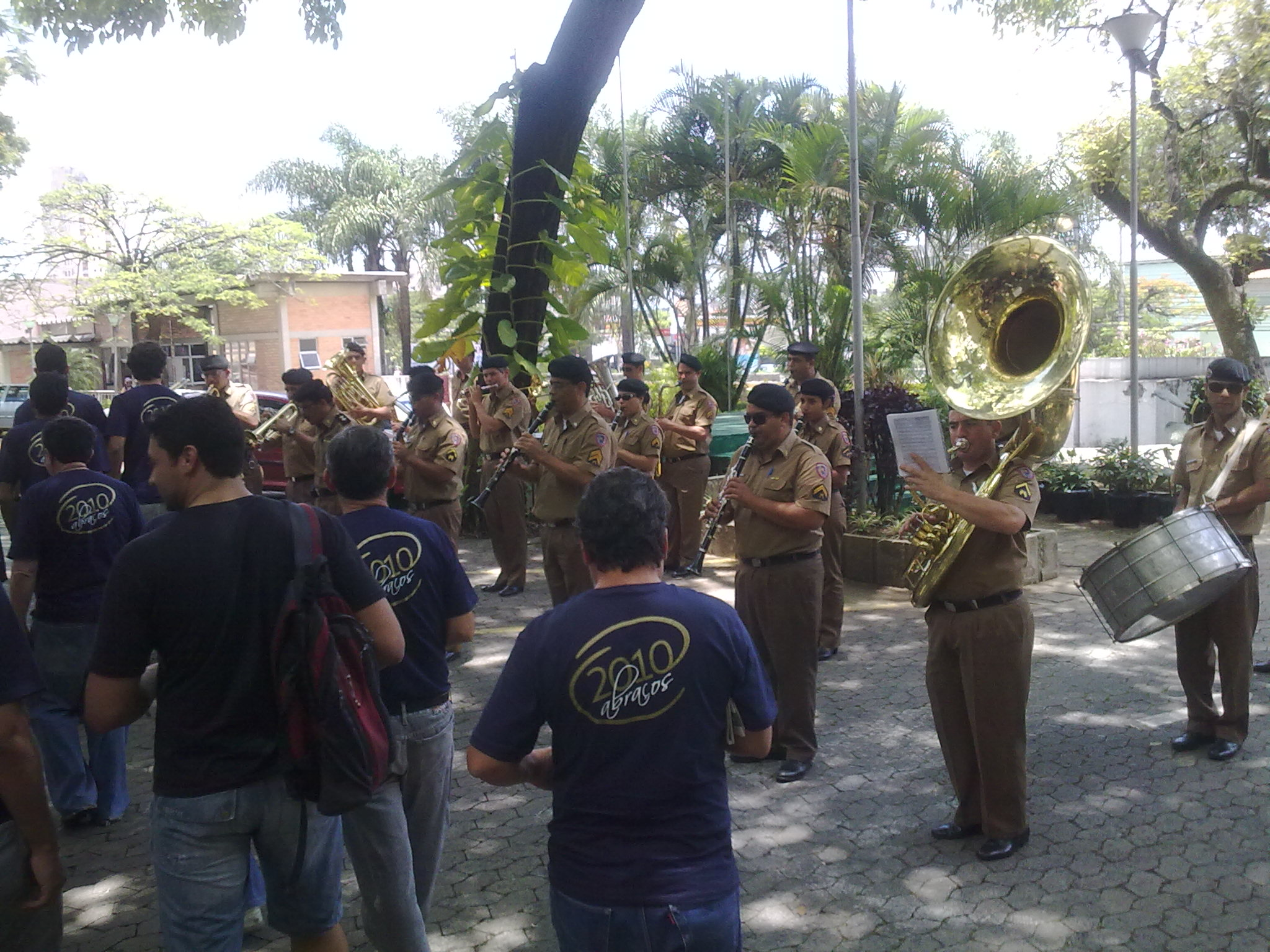
Banda militar a tocar no aniversário de 100 anos de educação tecnológica do Cefet-MG.

Para o ensino técnico integrado, o aluno selecionado faz o curso técnico no CEFET-MG integrado ao ensino médio, obedecendo à opção de curso técnico feita no processo seletivo. Nesse caso, o aluno deve ter concluído o 1° ano do ensino médio, para assim dar início ao curso técnico.
No ENEM de 2008, as unidade de Divinópolis e Araxá (com a pontuação final de 68,96 e 66,56, respectivamente) apareceram em 1º lugar entre as escolas públicas das respectivas cidades. Em Leopoldina, o CEFET-MG atingiu 66,14, ficando com a 1ª colocação entre todas escolas do município, incluindo as particulares. A unidade de Timóteo obteve uma nota de 60,14, sendo que neste ano ocorreu a sua primeira participação no exame.
A unidade do CEFET-MG em Belo Horizonte obteve média de 70,46 e entrou na lista das 20 melhores escolas públicas do Brasil. Em Minas Gerais, o CEFET-MG ficou com a 7ª colocação entre as escolas públicas, sendo que apenas a nível municipal, conquistou o 3º lugar entre as escolas públicas de Belo Horizonte.
Em 2014, o campus I e a unidade Timóteo ficariam em 8º e 9º lugar entre as escolas públicas do Brasil no ranking das notas do ENEM, ambas com média de 658 pontos.

### Concomitância externa
Para o ensino técnico com concomitância externa, o aluno selecionado faz o curso técnico no CEFET-MG simultaneamente ao ensino médio cursado em outra instituição. Nesse regime, o aluno deve estar cursando, o 2º ou 3º ano do ensino médio, para efeito de matrícula no respectivo curso técnico.

### Subsequente
Para o ensino técnico subsequente, o aluno aprovado no processo seletivo e portador do certificado de conclusão do ensino médio ou equivalente, pode iniciar o curso de nível técnico pretendido.

## Ensino superior

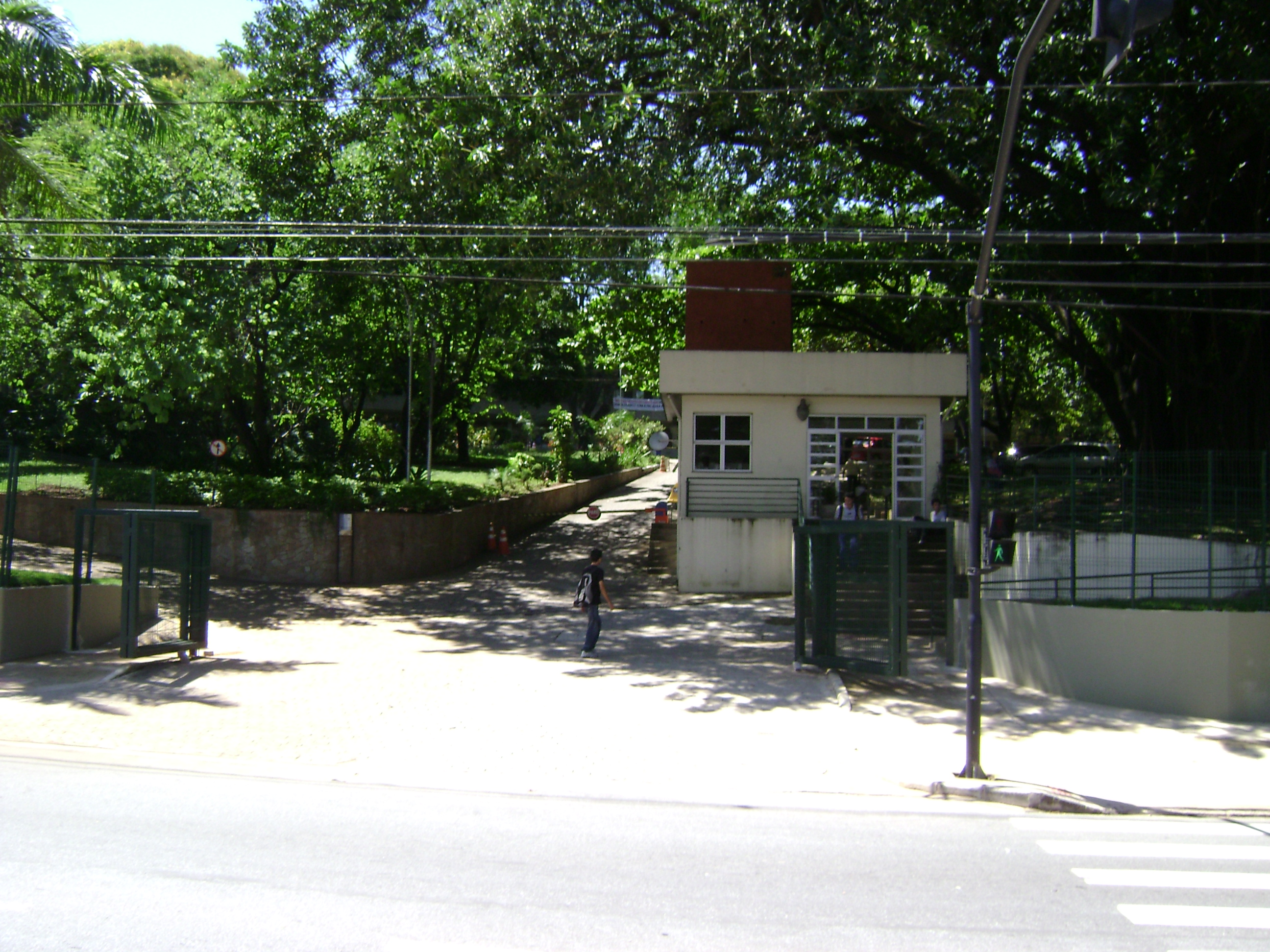
Entrada do campus II do CEFET-MG, onde há a maior concentração de cursos de graduação do centro.

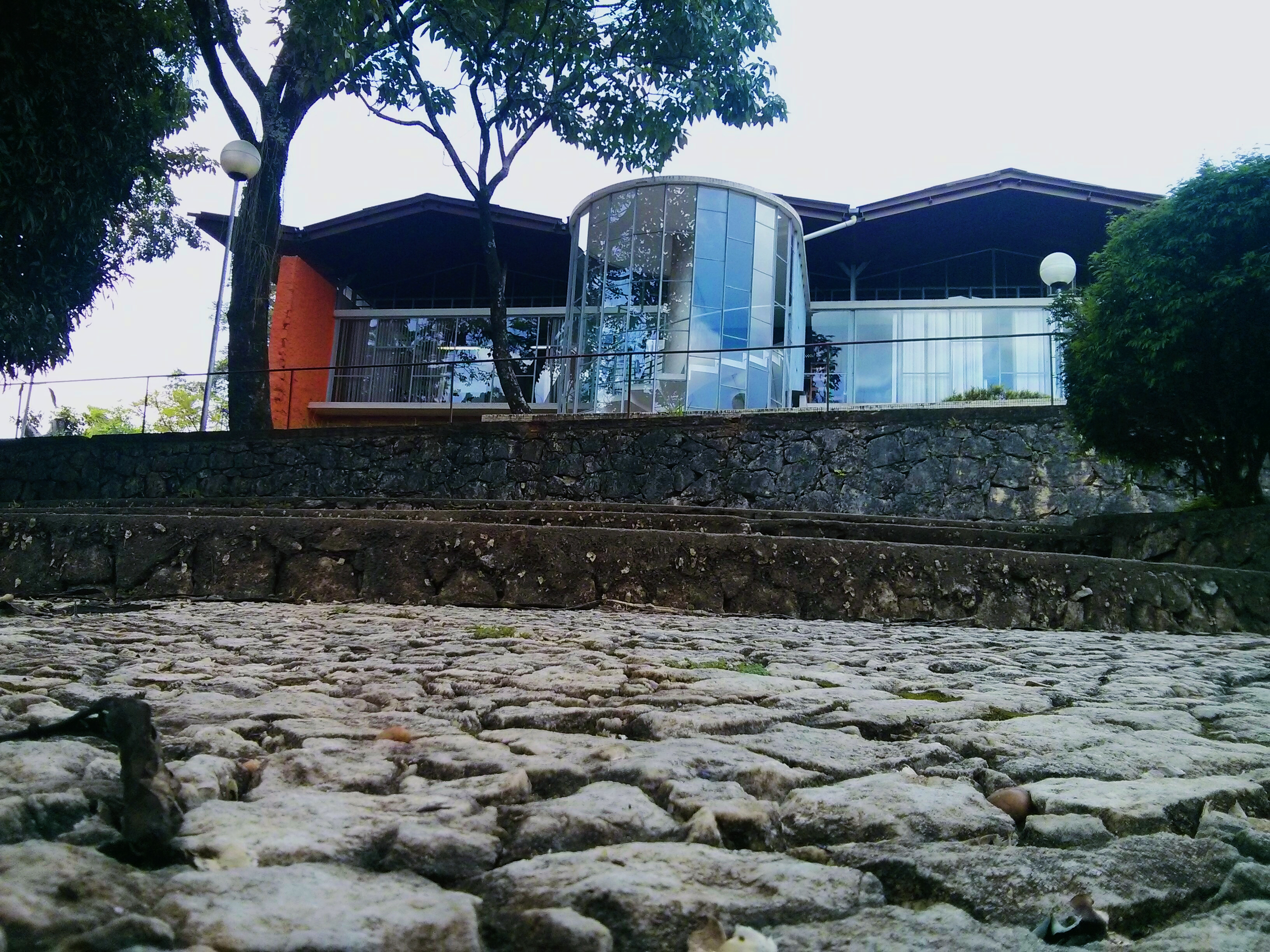
Prédio 1 campus III.

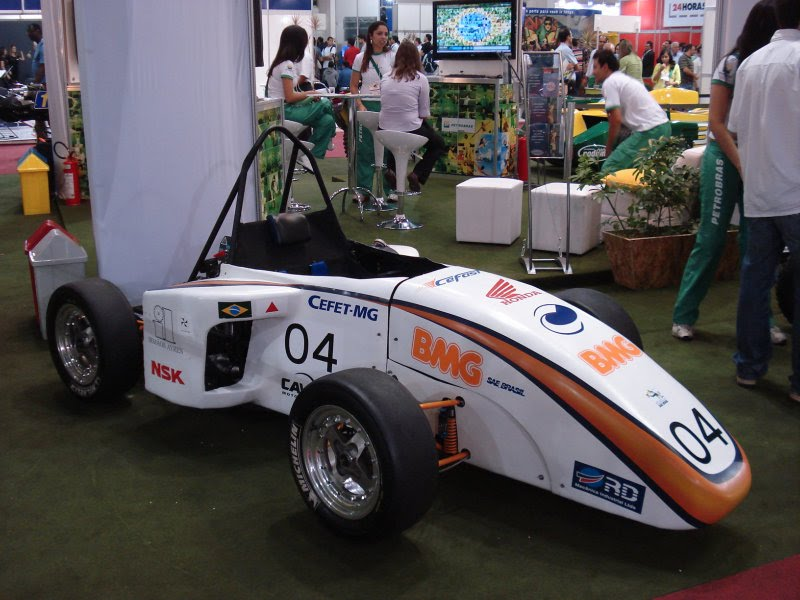
Automóvel de corrida desenvolvido pelo Cefast, organização estudantil que representa o Cefet-MG nas competições da Fórmula SAE e Minibaja.

### Graduação
Campus I
- Engenharia Ambiental e Sanitária
- Engenharia de Materiais
- Engenharia de Transportes
- Química Tecnológica
- Letras

Campus II
- Engenharia Elétrica
- Engenharia Mecânica
- Engenharia de Computação
- Engenharia de Produção Civil
- Administração

Campus III
- Engenharia de Controle e Automação
- Engenharia de Computação

Campus IV
- Engenharia de Automação Industrial
- Engenharia de Minas

Campus V
- Engenharia Mecatrônica
- Engenharia de Computação

Campus VII
- Engenharia de Computação
- Engenharia Metalúrgica

Campus VIII
- Engenharia Civil[10]

Campus IX
- Engenharia Elétrica[10]

Campus X
- Engenharia Civil

### Graduação tecnológica
São cursos superiores para a formação de tecnólogos. São oferecidos dois cursos: Tecnologia em Normalização e Qualidade Industrial e Tecnologia em Radiologia. Ambos estão em extinção no CEFET-MG, com aproximadamente 100 alunos remanescentes, não sendo ofertadas novas vagas para ingresso via Processo Seletivo.

### Pós-Graduação

#### Lato sensu
o Centro possui vários cursos de especialização lato sensu que são intermitentes, ou seja, não são fixos e podem variar a cada novo processo seletivo.

#### Stricto sensu
Mestrado
- Mestrado em Modelagem Matemática e Computacional[11]
- Mestrado em Educação Tecnológica
- Mestrado em Engenharia Civil
- Mestrado em Engenharia de Materiais
- Mestrado em Estudos de Linguagens
- Mestrado em Engenharia Elétrica (em parceria com a UFSJ)
- Mestrado em Engenharia da Energia (em parceria com a UFSJ)

Doutorado
- Doutorado em Estudos de Linguagens
- Doutorado em Modelagem Matemática e Computacional
- Doutorado Interinstitucional em Ciências Sociais (em parceria com a PUC-SP)

## Pró-Técnico
Curso pré-vestibular gratuito oferecido pelo CEFET-MG aos candidatos que cursam o último ano do ensino fundamental em escola pública.
O Pró-Técnico, a partir de 2011, é oferecido em duas modalidades: Vespertino e Noturno. A primeira, para os interessados em fazer a prova para cursos técnicos integrados, na segunda modalidade, as aulas prepararão para a prova dos cursos técnicos integrados na Educação de Jovens e Adultos – Eja.
A seleção para o pré-vestibular Pró-Técnico é feita por meio das notas contidas no boletim escolar do aluno.

## Semana C&T

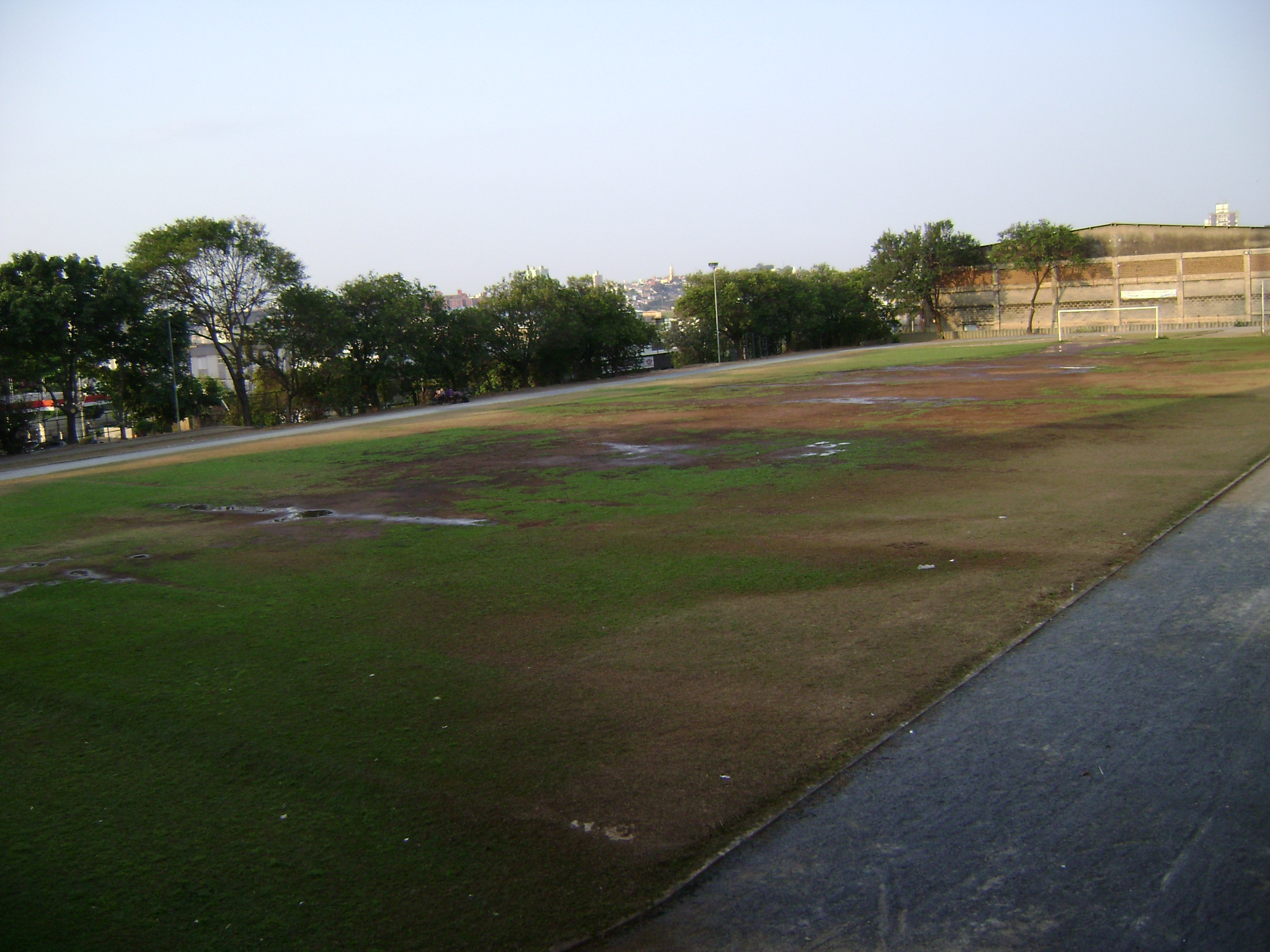
Campo de futebol no campus I.

O evento conhecido como Semana de Ciência e Tecnologia (Semana C&T) acontece anualmente no CEFET-MG. Ela ocorre dentro do calendário da Semana Nacional de Ciência & Tecnologia divulgado pelo governo federal.
A Semana C&T é um evento gratuito que tem como finalidade mobilizar a população, em especial crianças e jovens, em torno de temas e atividades científicos e tecnológicos, valorizando a criatividade e a inovação.
Além de debates, seminários, minicursos e conferências, a Semana C&T conta em sua programação com a Mostra Específica de Trabalhos e Aplicações (Meta) ou com o Encontro de Avaliação de Bolsas de Iniciação Científica Júnior (BIC Jr.), dependendo do ano de sua realização.
Em 2010, o CEFET-MG promoveu a VI Semana de Ciência e Tecnologia.

## META
A Mostra Específica de Trabalhos e Aplicações (META) é um evento anual, que faz parte do calendário do CEFET-MG, desde 1978.
A META visa reunir alunos e profissionais da educação para apresentação de trabalhos em estandes, através da exposição de banners, protótipos, modelos, maquetes e demais elementos didático-visuais. Os resumos são submetidos através de edital, geralmente aberto no final de maio ou início de junho, e avaliados por uma comissão.
O evento chama atenção pelo caráter interdisciplinar e transdisciplinar dos projetos. São ao todo quatro categorias premiadas: (i)Ciência e Inovação Tecnológica; (ii)Processo e Produto; (iii)Modelo Didático; (iv)Ciência e Sociedade.
Os melhores trabalhos do estado de Minas Gerais vão apresentar na FEBRACE/USP (Feira Brasileira e Ciências e Engenharia).

## Projetos educacionais, acadêmicos e sociais

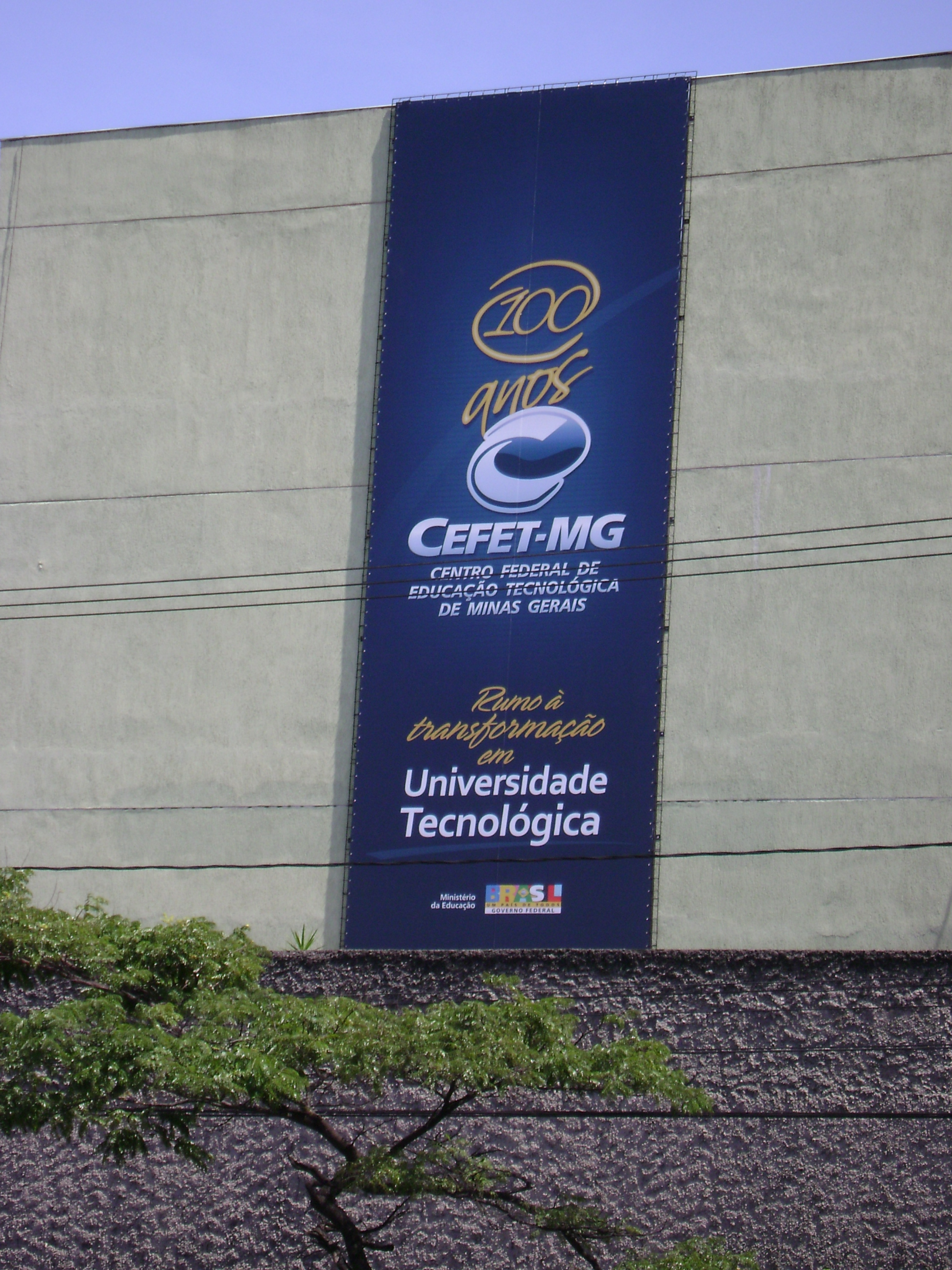
Banner anunciando o rumo do Centro para a transformação em Universidade Tecnológica Federal de Minas Gerais (UTFMG).

### Incubadora Nascente
A Nascente é uma incubadora de empresas de base tecnológica que surgiu da vocação do CEFET-MG em produção e gerenciamento de tecnologia. Sua atuação está direcionada para a difusão da cultura empreendedora e de inovações tecnológicas no mercado. Sua função é minimizar os riscos inerentes a qualquer negócio, fornecendo todo o suporte necessário – da estrutura física aos diversos tipos de assessoria.

### LACTEA
O Laboratório Aberto de Ciência, Tecnologia, Educação e Arte (LACTEA) é um laboratório de desenvolvimento de projetos de alunos, professores e servidores do CEFET-MG.Constitui-se como um ambiente não formal de aprendizagem dentro das estruturas de formação dos cursos de Engenharia, e vem atuando de acordo com seu objetivo primordial de contribuir para a capacitação humanístico-tecnológica dos alunos da instituição, através do estímulo ao desenvolvimento de projetos científicos e tecnológicos voltados produção e apresentação de objetos técnicos. Hoje abriga uma equipe de competição com foco em drones autonômos, chamada de CEFAST Drone

### Estádio de Futebol do Mineirão
O CEFET-MG está responsável por elaborar um projeto para a transformação do Mineirão e do Mineirinho numa central geradora de energia elétrica, à base de radiação solar durante a Copa de 2014.O projeto está sendo desenvolvido dentro do Programa de Pesquisa e Desenvolvimento da Agência Nacional de Energia Elétrica (Aneel), com o apoio da Fundação Cefetminas, no Campus II do CEFET-MG, por professores.

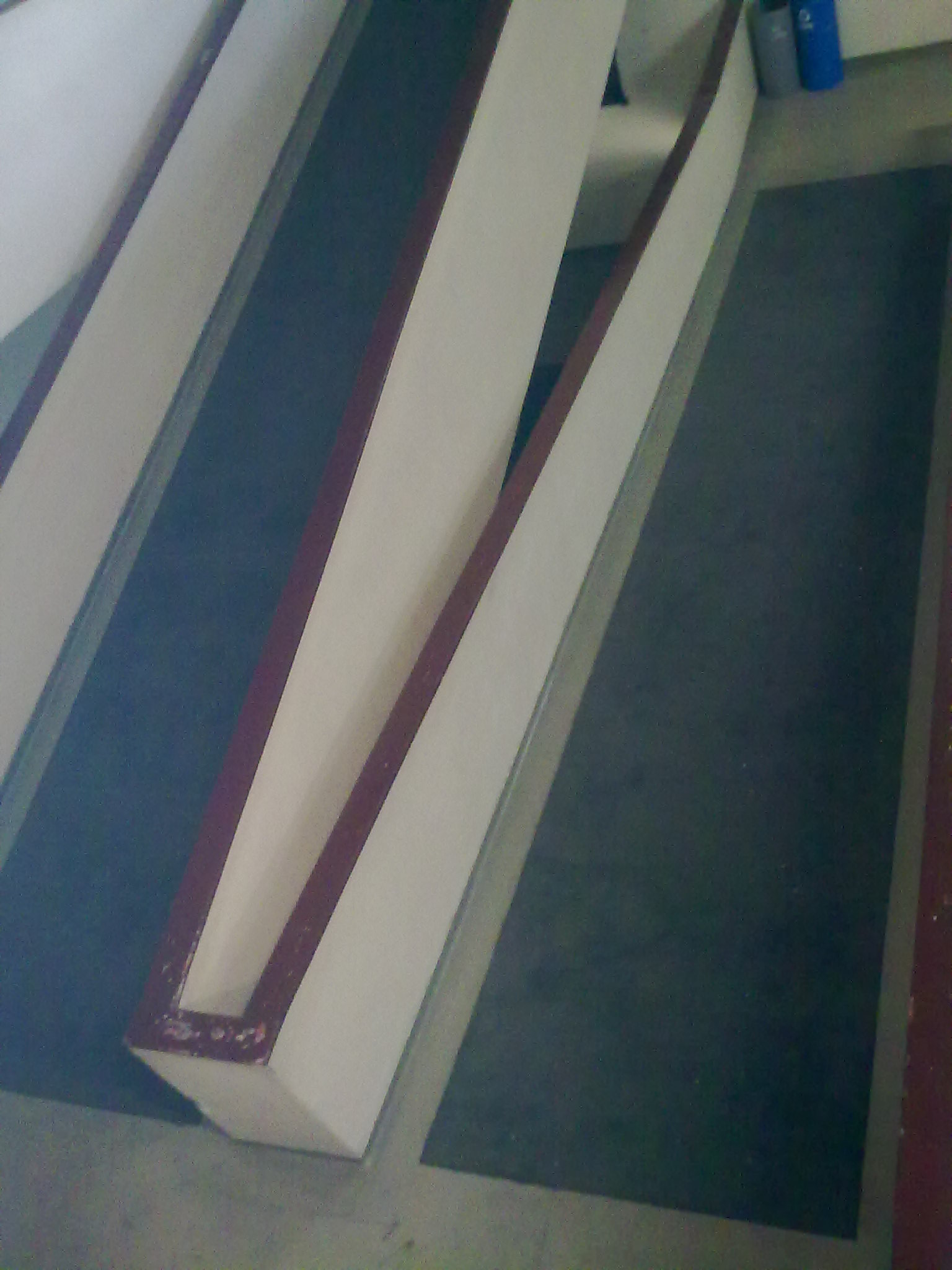
Rampas típicas do campus I para acessibilidade à cadeirantes.

### Colônia de férias
A Coordenação Geral de Desenvolvimento de Recursos Humanos (CGDRH) da instituição mantém uma colônia de férias semestralmente, de forma gratuita para servidores e seus dependentes, e de forma paga, aos alunos e à comunidade externa para vagas restantes.

### Novas unidades
A Construção do Campus CEFET-MG em Contagem: o terreno para a construção já foi doado pelo município, no bairro Cabral, na região do Ressaca/Nacional. Inicialmente, a estrutura atenderá a quatro cursos técnicos: Informática Industrial, Química, Meio Ambiente e Eletroeletrônica e dois superiores: Engenharia Ambiental e Ciência da Computação, para aproximadamente 2.000 alunos, após a implantação.
Planeja-se a implantação de outra UNED no município mineiro de Manhuaçu. O projeto da recepção e construção do campus foi entregue no início de 2010 ao Executivo Municipal, em uma reunião realizada na Câmara de vereadores.
Ainda também é proposto a transferência do campus V de Divinópolis para uma nova sede localizada em um terreno de 84 mil m² doado pela prefeitura municipal da cidade. No total, serão 23 salas de aula e 23 laboratórios, além de biblioteca, anfiteatro e setores administrativos. Todo o conjunto totalizará 3.800 m² de área construída.

## Busca pela Transformação em Universidade Tecnológica
Desde a década de 1990, a transformação do CEFET-MG em Universidade Tecnológica vem sendo discutida na instituição.
A partir do início do ano de 1998 deu-se a criação do Grupo Especial de Trabalho para elaboração de proposta de reestruturação e modelo institucional do CEFET-MG, visando sua transformação em Universidade Tecnológica Federal.
Durante o decorrer dos anos o projeto foi sendo trabalhado e já no ano de 2009 ocorre o envio ao MEC do Projeto de Transformação do CEFET-MG em UTFMG. No mesmo ano, a Associação Nacional de Dirigentes das Instituições Federais de Ensino Superior (Andifes) divulga como prioridade estratégica para o biênio 2009/2010 a "Expansão e Desenvolvimento da Educação Superior": criação da UTFMG e UTFRJ.
Mais do que reconhecimento, o CEFET-MG objetiva, ainda, com a sua transformação em Universidade Tecnológica beneficiar a sociedade a partir do aumento da oferta de ensino técnico e superior em geral, públicas e gratuitas.

## Premiações

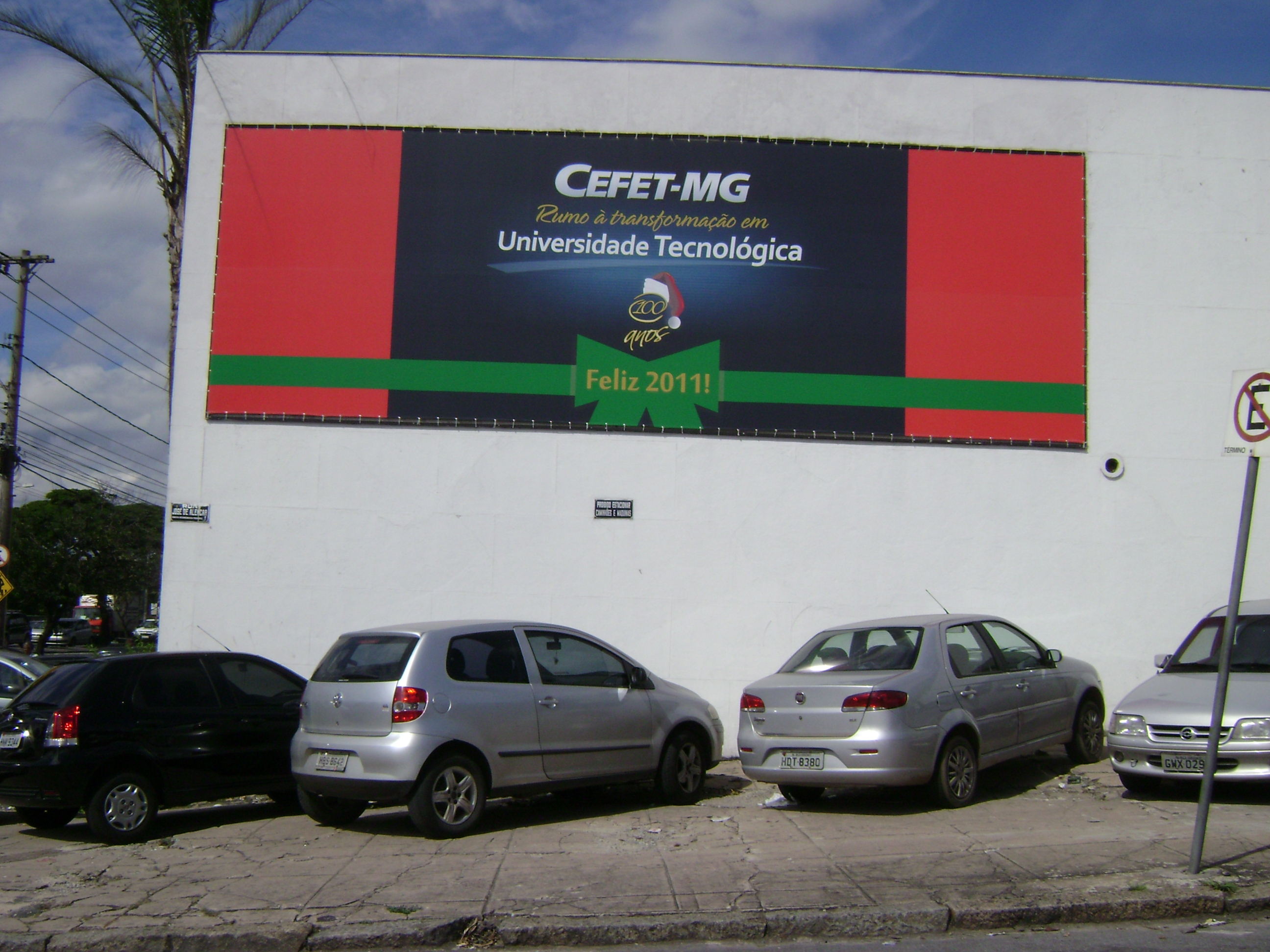
Placa comemorativa de réveillon em parede do campus I.

O CEFET-MG, sendo uma instituição que tem como grande objetivo o preparo da força de trabalho qualificada que o desenvolvimento sustentável do País tem demandado, vem ao longo do tempo, acumulando diversos prêmios que os seus funcionários e estudantes têm obtido graças a pesquisas e inovações tecno-cientificas.
Principais premiações alcançadas pelo CEFET-MG:

### Abal
- O Projeto por alunos do Curso de Engenharia Mecânica do CEFET-MG, foi premiado como o melhor trabalho apresentado no X Seminário Internacional de Reciclagem do Alumínio – promovido pela Associação Brasileira do Alumínio (Abal) entre 18 e 20 de maio de 2010. A Abal concedeu ao projeto o diploma de melhor trabalho apresentado sobre o tema “Reciclagem”, um troféu e um prêmio em dinheiro.

### Caminhos do Mercosul
- A aluna do 2º ano do curso de Turismo do CEFET-MG foi uma das vencedoras brasileiras do prêmio “Caminhos do Mercosul” em 2010. A competição, promovida pelo Ministério de Educação da República Argentina e pelo Setor Educativo do Mercosul,  premiou as seis melhores redações de estudantes do ensino médio dos países integrantes do Mercosul. A redação tinha como tema principal o “Bicentenário da ação emancipadora” e, ainda, três subtemas.

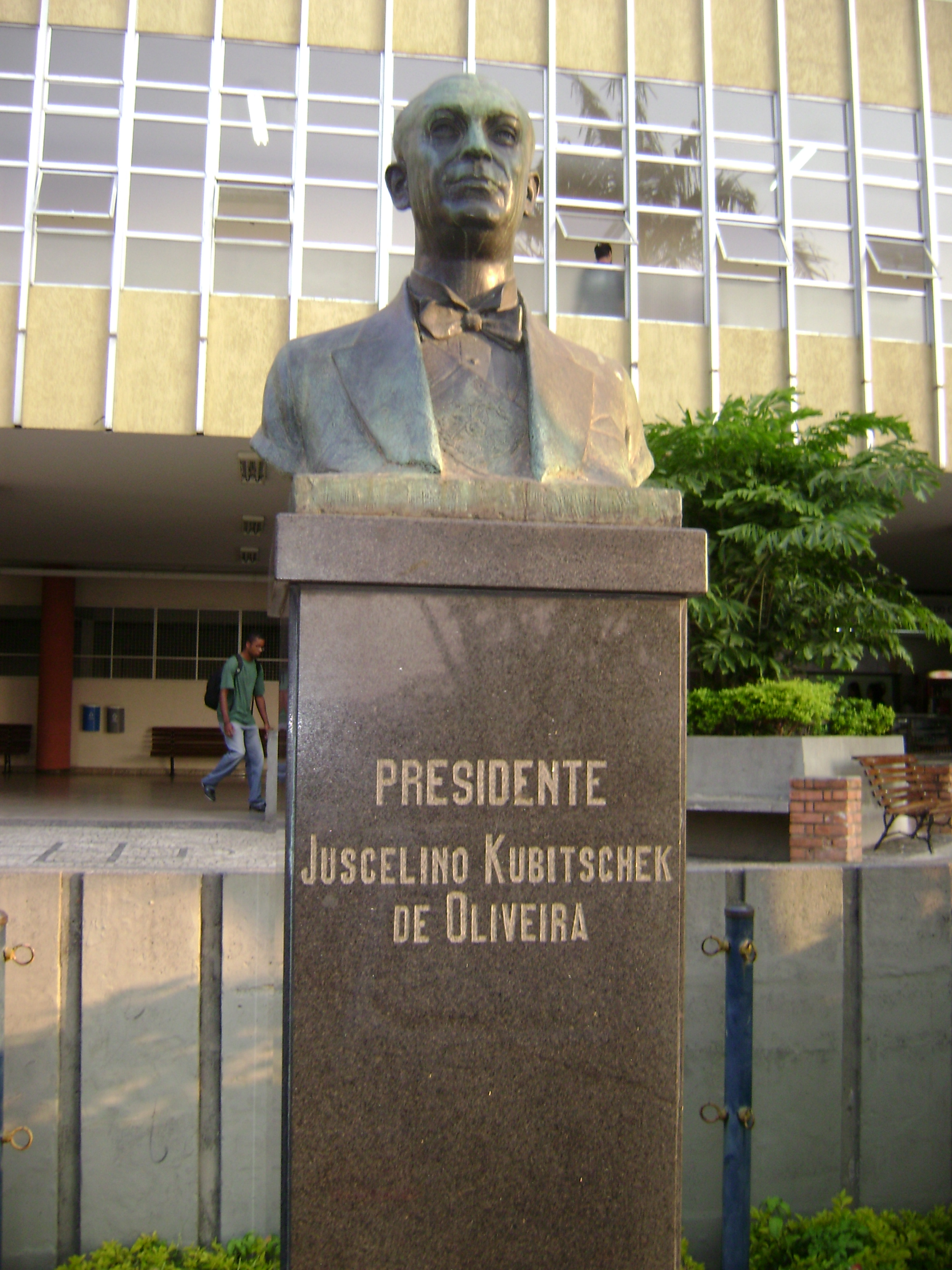
Estátua do ex-presidente Juscelino Kubitschek no hall do campus I.

### Campeonato Mineiro de Orientação (CEMO)
- Os alunos do 2º ano de Eletromecânica e de Informática, ambos da Unidade de Divinópolis, conquistaram medalhas de ouro no Campeonato Mineiro de Orientação (CEMO-2010). A competição ocorreu nos dias 15 e 16 de maio, em Uberlândia. No total, 15 estudantes do CEFET-MG participaram das provas conquistando outras medalhas.

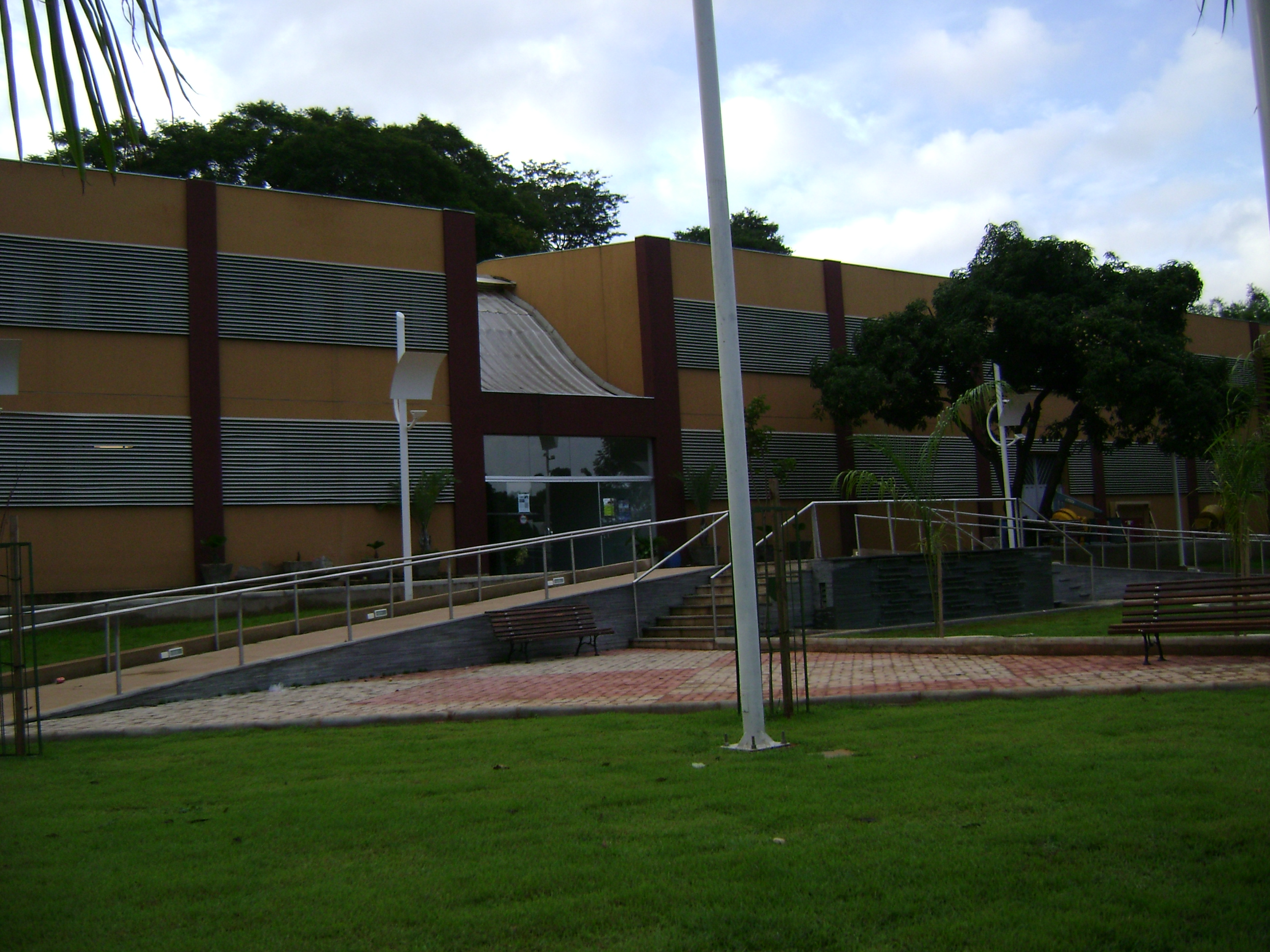
Praça no campus II.

### Cientistas de Amanhã
- Um entre os dez melhores do concurso “Cientistas de Amanhã”, na categoria “Contribuição à Sustentabilidade Socioambiental”, promovido pelo Instituto Brasileiro de Educação, Ciência e Cultura – IBECC-UNESCO, Comissão São Paulo em 2009.

### Feira Brasileira de Jovens Cientistas (FBJC)
- 8 projetos do CEFET-MG foram finalistas na primeira edição da Feira Brasileira de Jovens Cientistas. A primeira edição da Feira ocorreu entre os dias 26 e 28 de junho de 2020 e contou com trabalhos dos campus Contagem, Timóteo, Leopoldina e Belo Horizonte.
- O projeto "O processamento cognitivo de estudantes do Ensino Médio: os operadores argumentativos em Redações modelo ENEM", desenvolvido por um estudante do Campus Contagem, recebeu três premiações na Feira, incluindo o 2º lugar na categoria Ciências Sociais, Linguística, Letras e Artes.
- O projeto "Jornal Enlace: comunicação, leitura e escrita no Ensino Médio", desenvolvido por estudantes do Campus Contagem, recebeu o 3º lugar na categoria Ciências Sociais, Linguística, Letras e Artes.
- O projeto "Utilização de nanopartículas magnéticas na remoção de petróleo derramado", desenvolvido por duas estudantes do Campus Timóteo, recebeu o 3º lugar na categoria Ciências Exatas e da Terra.

### COLAB
- A aluna do 6º período de Engenharia de Materiais do CEFET-MG foi premiada no 6° Congresso Latino Americano de Órgãos Artificiais e Biomateriais (Colabo), por ter realizado a melhor apresentação de trabalho na categoria pôster. Promovido de 17 a 20 de agosto de 2010, em Gramado, no Rio Grande do Sul, o Colaob reúne profissionais e estudantes dos países do Mercosul.

### ENEM
- Jovem formado no curso técnico de Mecânica no CEFET-MG, em dezembro de 2009, foi um dos dez primeiros colocados no Exame Nacional do Ensino Médio (ENEM). Pelo destaque, ele e mais outros nove estudantes do Brasil que alcançaram altas notas no ENEM foram selecionados para estudar na Universidade de Salamanca, na Espanha., em 2010.

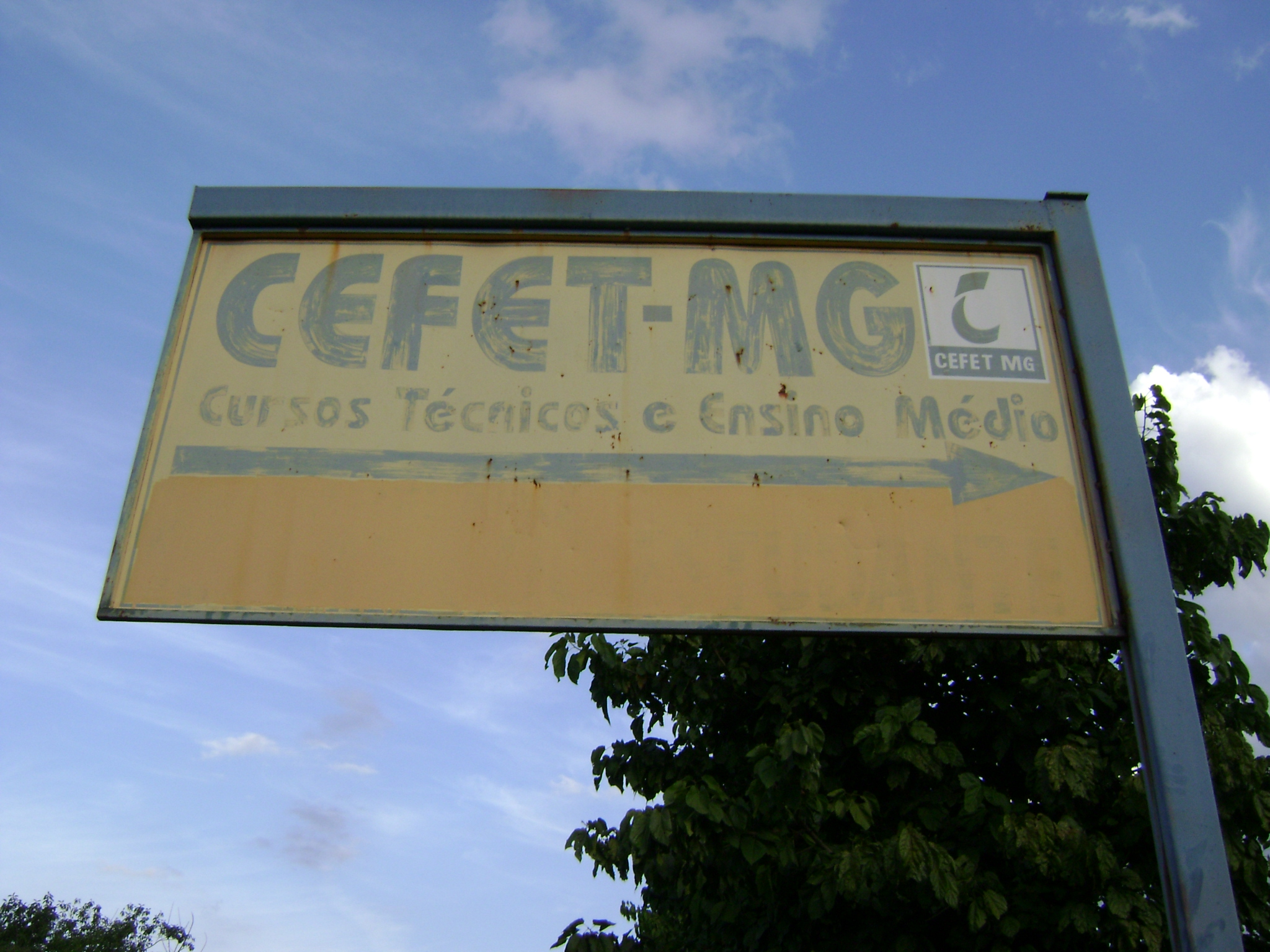
Antiga placa da instituição na entrada do campus IV, em Araxá.

### Feira Brasileira de Ciência e Engenharia, Criatividade e Inovação (Febrace)
- Dois estudantes do Curso Técnico de Química do CEFET-MG conquistaram medalhas de prata pelo projeto “Estudo do potencial de biodegradação de óleo lubrificante em solos contaminados” (na categoria ciências exatas e da terra) e bronze pelo projeto "Defesa química, germinação e dinâmica do banco de sementes de Leucaena leucocephala (lam.) De wit.: espécie exótica que ameaça a biodiversidade dos ecossistemas–Parte II" (na categoria biológicas) na IX Feira Brasileira de Ciências e Engenharia (Febrace), em 2010.
- Aluno do curso Técnico de Mecânica obtém o 1º Lugar Engenharia e é recorde de prêmios na VII Febrace pelo projeto "Motor a reação por compressão através de ondas de choque e aceleração autônoma" em 2009.
- Prêmio Logística da Aeronáutica pelo projeto "Manutentor: Sistema de Gerenciamento da Manutenção para Laboratórios de Instituições Públicas de Ensino e Pesquisa" e mais outras sete premiações na VI Feira Brasileira de Ciência e Engenharia, na categoria Criatividade e Inovação, em 2008.
- Prêmio Destaque Em Ciências Atmosféricas pelo trabalho "Monitoramento da qualidade de corpos d'água próximos a grandes centros urbanos – avaliação da qualidade da Lagoa Várzea das Flores" na V Feira Brasileira de Ciência e Engenharia, na categoria Criatividade e Inovação, em 2007

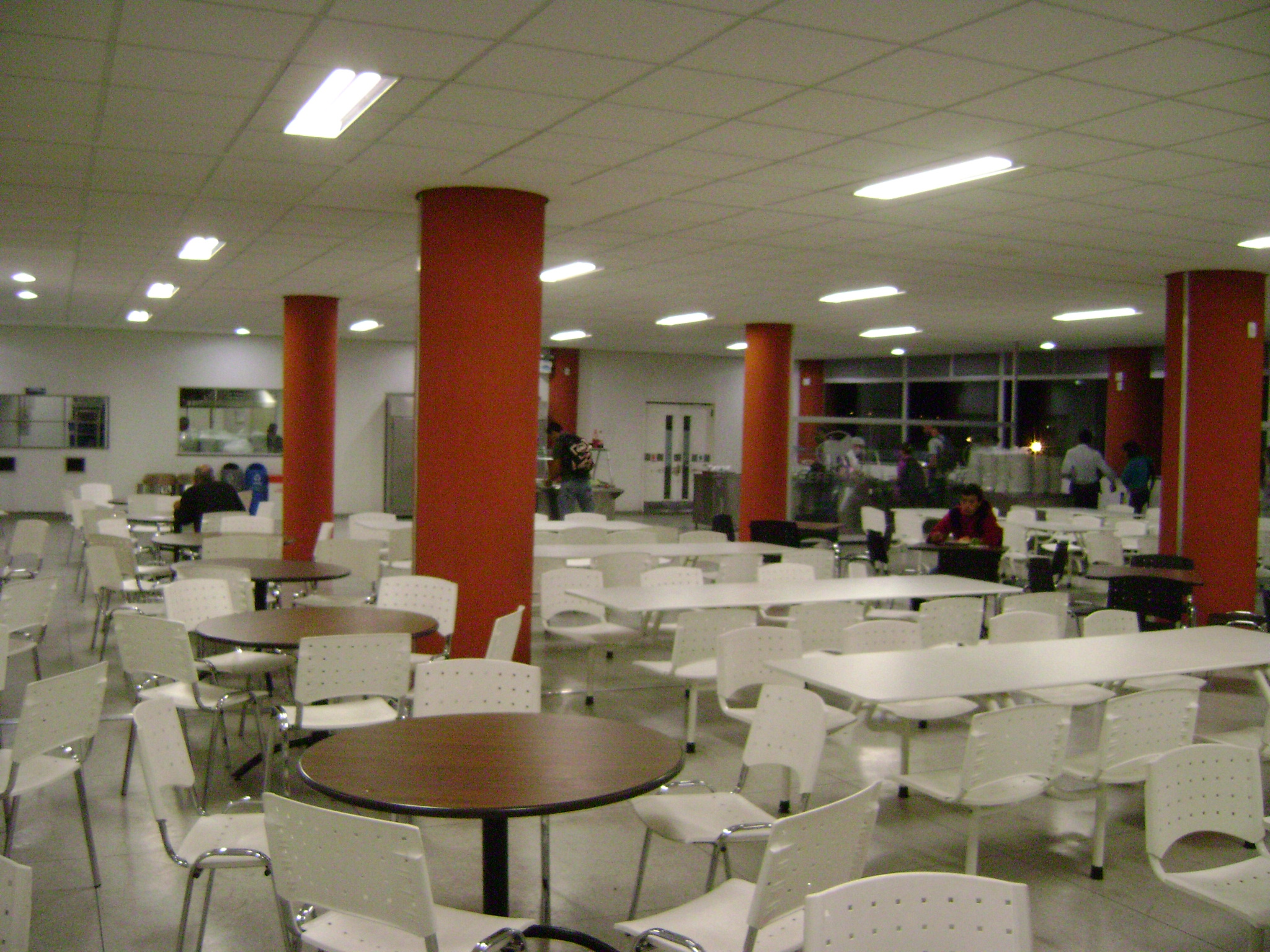
Restaurante do campus I.

### Intel Internacional Science and Engineering Fair (Intel ISEF)
- 3º lugar na categoria “Electrical and Mechanical Engineering” da maior feira internacional pré-universitária do mundo, a Intel Internacional Science and Engineering Fair (Intel ISEF), em 2009.
- A aluna do curso de Edificações do CEFET-MG recebeu premiação especial do Google durante a Intel ISEF (Intel International Science and Engineering Fair; em português: Feira Internacional de Ciências e Engenharia), realizada entre os dias 9 e 13 de maio, em San Jose, California, EUA. A feira envolveu 1.600 estudantes de 59 países e é o maior e mais importante evento pré-universitário de ciências e engenharia do mundo. Além do prêmio Google, o projeto apresentado pela aluna conquistou, também, o terceiro lugar geral da Feira, na Categoria Engenharia Ambiental – com a premiação de mil dólares -, o   prêmio especial “National Collegiate Inventors and Innovators Alliance / The Lemelson Foundation” – também com mil dólares como prêmio - e a menção honrosa do “International Council on Systems Engineering – INCOSE”, em 2010.

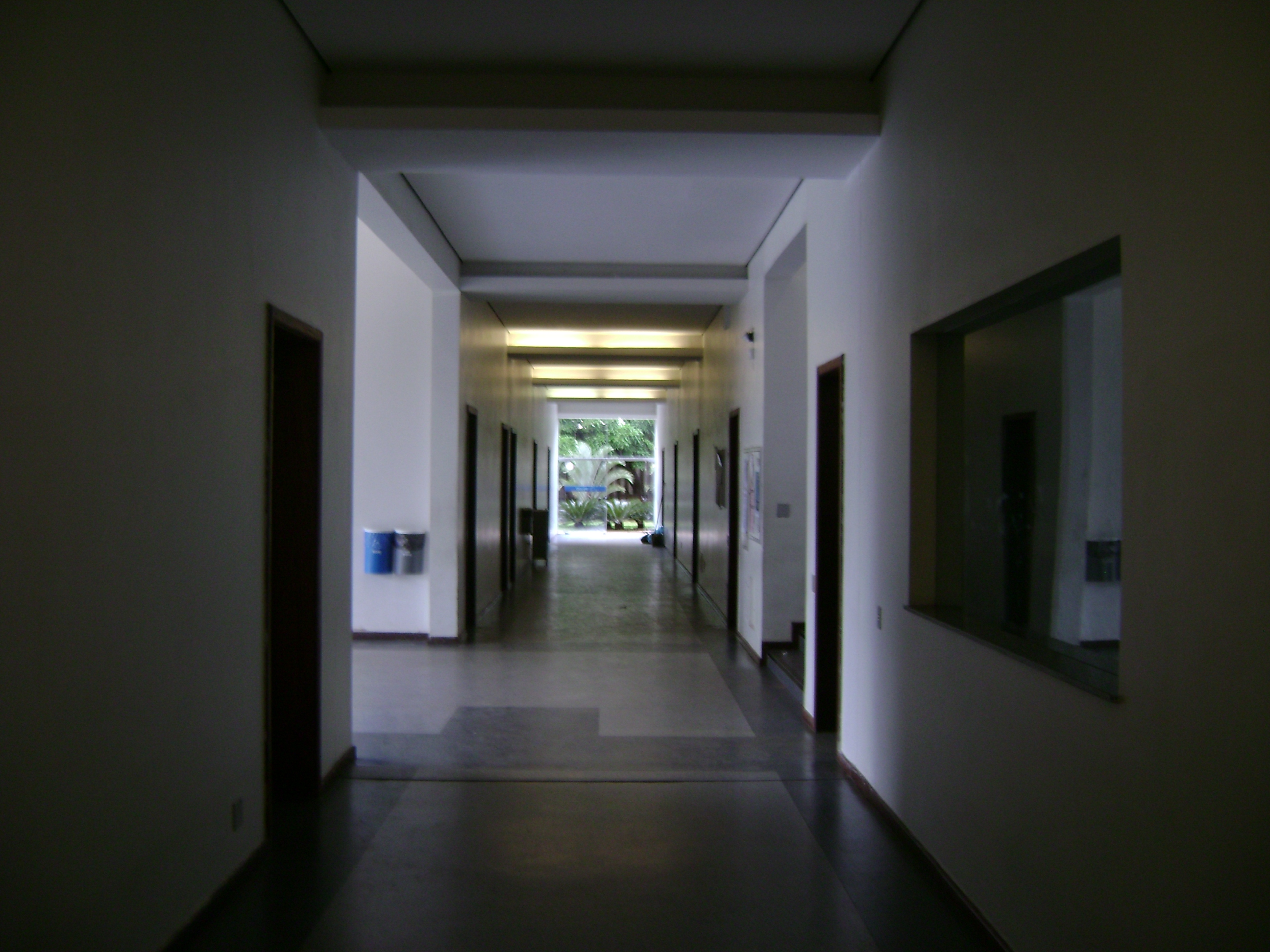
Interior do Prédio 12, no campus II

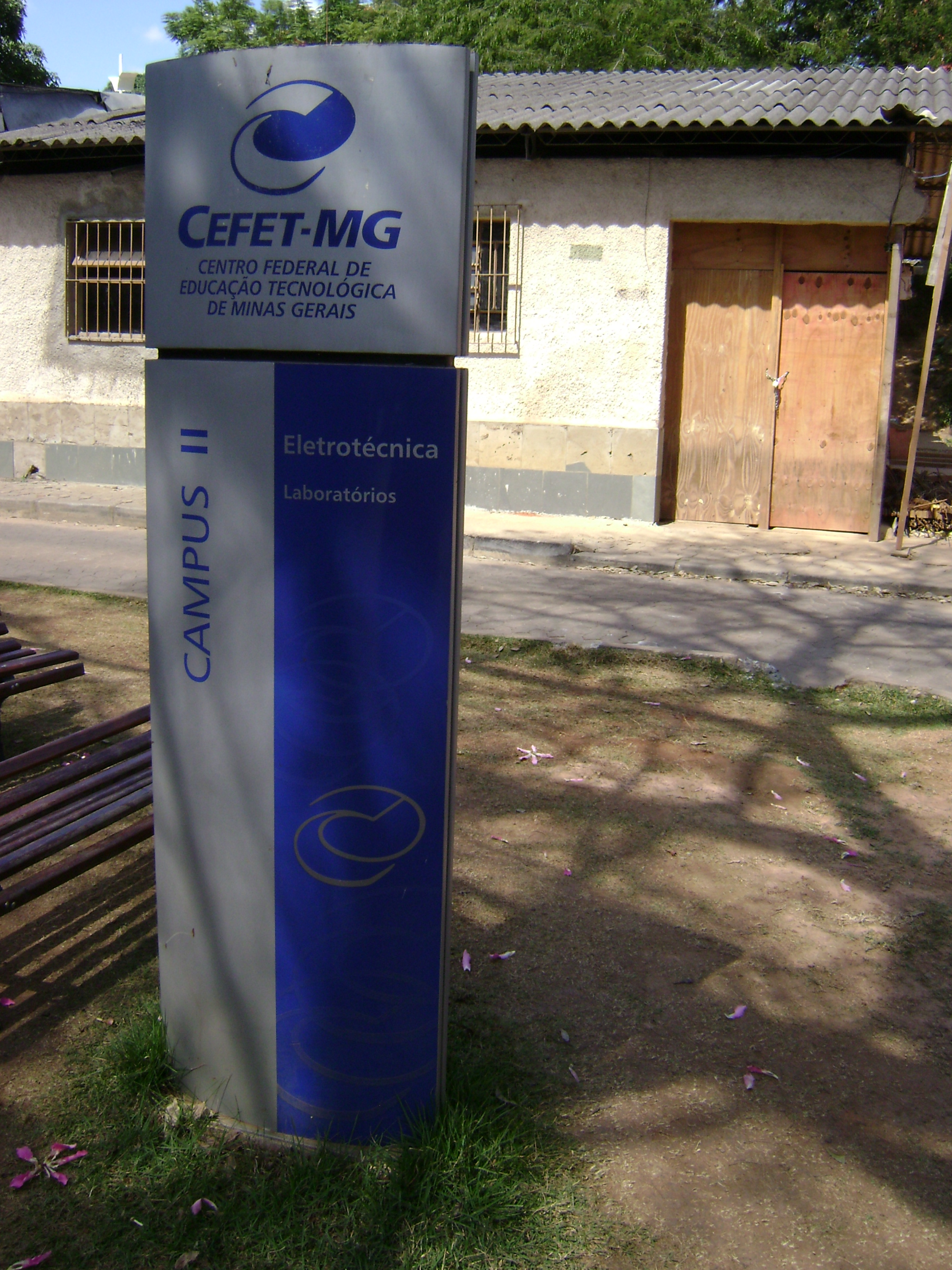
Inscrição (placa) dos laboratórios de eletrotécnica no campus II.

### Olimpíada Brasileira de Algoritmo Hostnet
- 2º e 3º lugares conquistados pelos Campus Timóteo e Leopoldina, respectivamente, na Olimpíada Brasileira de Algoritmo Hostnet em 2008.
- Três alunas do CEFET-MG fizeram parte da primeira equipe feminina vencedora da Olimpíada Brasileiras de Algoritmo Hostnet. Estudantes do 2º ano de Informática da Unidade de Divinópolis, elas competiram com estudantes de 40 escolas do país. A disputa final ocorreu no dia 31 de agosto de 2010. As Olimpíadas de Algoritmo acontecem há quatro anos e visa a testar a habilidade de raciocínio e solução de problemas dos participantes.

### Olimpíada Brasileira de Astronomia
- Aluno do curso técnico em Eletromecânica da Unidade de Divinópolis ganhou medalha de prata na Olimpíada Brasileira de Astronomia em 2006.

### Olimpíada Brasileira de Física
- Aluno do Curso Técnico de Eletrônica do Campus I ganha medalha de ouro e um aluno do Curso Técnico de Eletromecânica do Campus Divinópolis ganha medalha de bronze na Olimpíada Brasileira de Física em 2005

### Olimpíada Brasileira de Informática
- Aluno do curso de Informática Industrial do Campus III - Leopoldina ficou em 12º lugar nacional e 1º lugar em Minas Gerais na 10º Olimpíada Brasileira de Informática em 2008.
- Aluno do curso de Informática do Campus II - Belo Horizonte ganhou medalha de bronze ao ficar em 8º lugar nacional na 17º Olimpíada Brasileira de Informática em 2015.[13]

### Olimpíada Brasileira de Matemática das Escolas Públicas
- Um aluno do Campus III - Leopoldina foi premiado na III e na IV Olimpíadas Brasileiras da Matemática das Escolas Públicas (OBMEP 2007 e OBMEP 2008) com medalhas de prata e ouro, respectivamente.[14][15]
- Cinco alunos da Unidade Nepomuceno foram premiados na VI Olimpíada Brasileira de Matemática das Escolas Públicas (OBMEP), sendo que um destes conquistou uma medalha de bronze, em 2010.
- Campus I conquista medalha de ouro e prata na V OBMEP, em 2009. Também alunos da Unidade Divinópolis conquistam medalha de prata e bronze na mesma olimpíada.
- Cinco alunos do Curso Técnico de Mecânica na Unidade Araxá conquistaram, cada um, medalha de ouro na lX Olimpíada Brasileira de Matemática das Escolas Públicas, em 2014.
- Na 8ª OBMEP, em 2012, um aluno do Curso Técnico em Edificações do Campus II (Belo Horizonte), conquistou uma medalha de Ouro. No mesmo ano, um aluno ganhou medalha de prata e outros dez alunos conquistaram a medalha de bronze, nos campi existentes na cidade.[16]

### Olimpíada Brasileira de Química

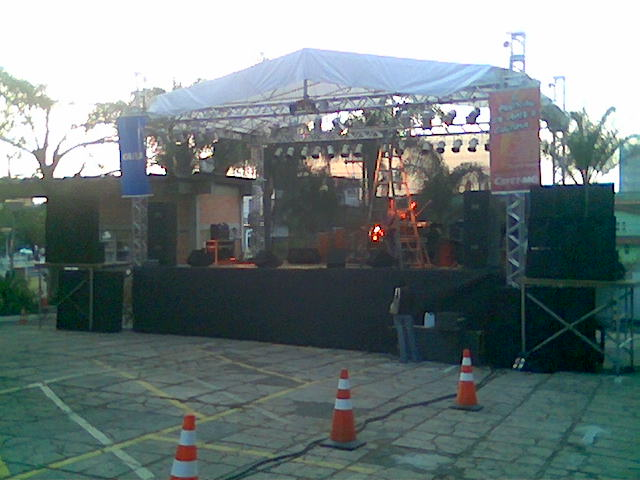
Palco para show musical no estacionamento do campus I em 2008.

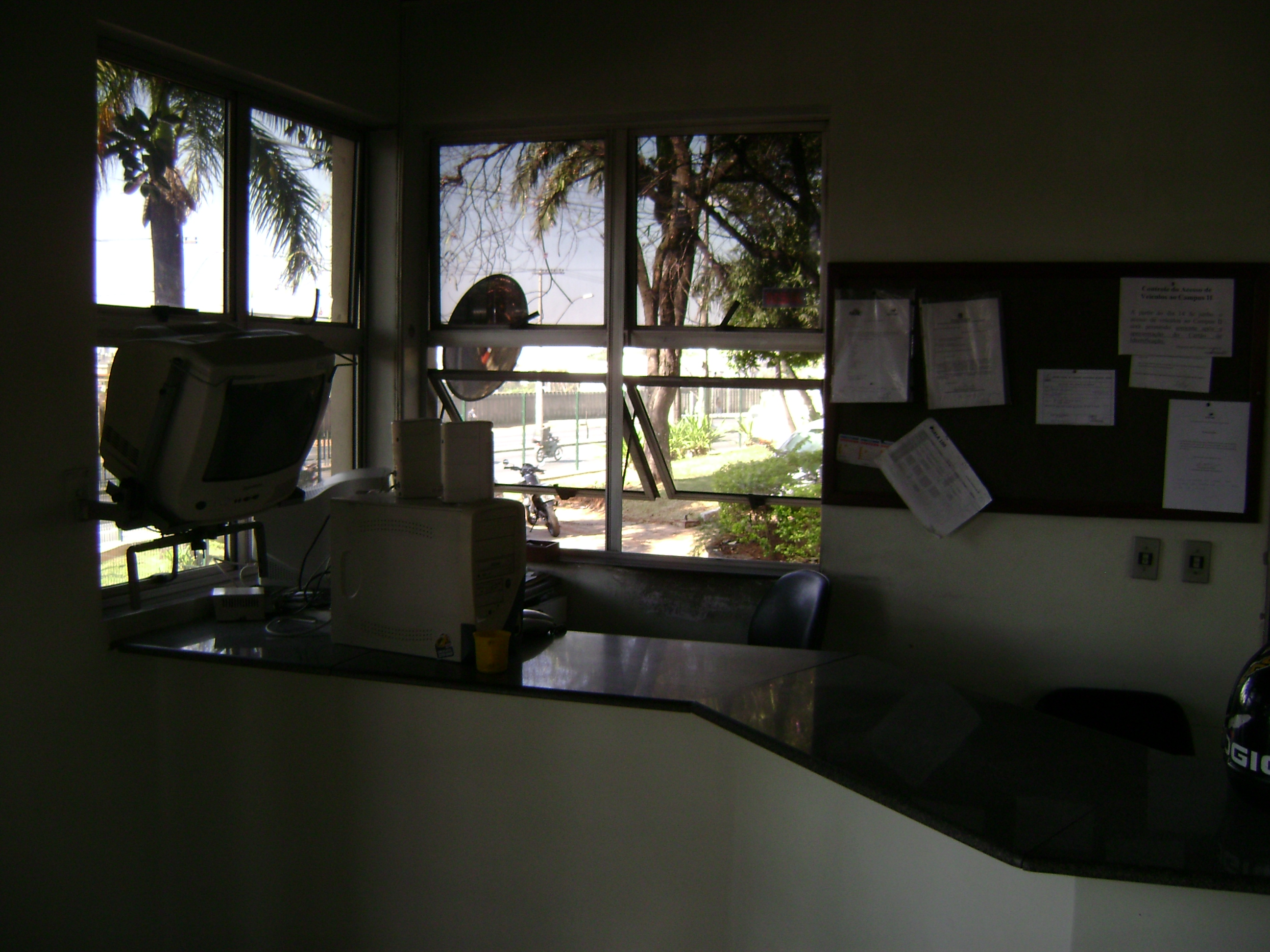
Portaria do campus II.

- Aluno do Curso Técnico de Química (Campus I) conquista medalha de bronze na Olimpíada Brasileira de Química em 2010.

### Olimpíada Mineira de Química
- Sete alunos do CEFET-MG foram medalhistas na Olimpíada Mineira de Química e nove receberam certificados de honra ao mérito, porque obtiveram pontuação superior a 80. A instituição foi ainda premiada com um troféu de destaque pelo desempenho dos alunos em 2010.

### Prêmio de Inovação e Criatividade Tecnológica do CONFEA
- A professora do Departamento de Engenharia Civil do CEFET-MG foi premiada com o 2º lugar na categoria de Engenharia pelo desenvolvimento da tese sobre o Desempenho Estrutural de Painéis Pré-Fabricados com Blocos Cerâmicos no 1º Prêmio de Inovação e Criatividade Tecnológica do CONFEA 2008

### Prêmio Jovem Cientista
- Alunas do Curso Técnico de Edificações receberam das mão do Presidente Luiz Inácio Lula da Silva o 1º lugar no XXIII Prêmio Jovem Cientista do Conselho Nacional de Desenvolvimento Científico e Tecnológico (CNPq) pelo trabalho "Educação para prevenção: uma alternativa para melhoria da qualidade da água e das condições sanitárias de comunidades carentes" em 2008.

### Prêmio Odebrecht de Desenvolvimento Sustentável
- Um projeto desenvolvido por alunos do curso de Engenharia de Produção e Engenharia Civil do CEFET-MG, realizado com apoio da Fundação de Amparo a Pesquisa do Estado de Minas Gerais (FAPEMIG),  foi um dos cinco vencedores do Prêmio Odebrecht de Desenvolvimento Sustentável 2010. O concurso, de âmbito nacional, estimula a produção de ideias e novos conhecimentos sobre contribuições da engenharia para o desenvolvimento sustentável.

### Prêmio Universitário Comau
- Alunos do curso de Engenharia Mecânica do CEFET-MG, sagraram-se campeões do Prêmio Universitário Comau 2010, com o melhor projeto da terceira edição do desafio. O Prêmio Universitário Comau estimula jovens estudantes de engenharia a desenvolver projetos com criatividade e inovação, otimizando processos de planejamento e execução na área.

### Robocore Winter Challenge

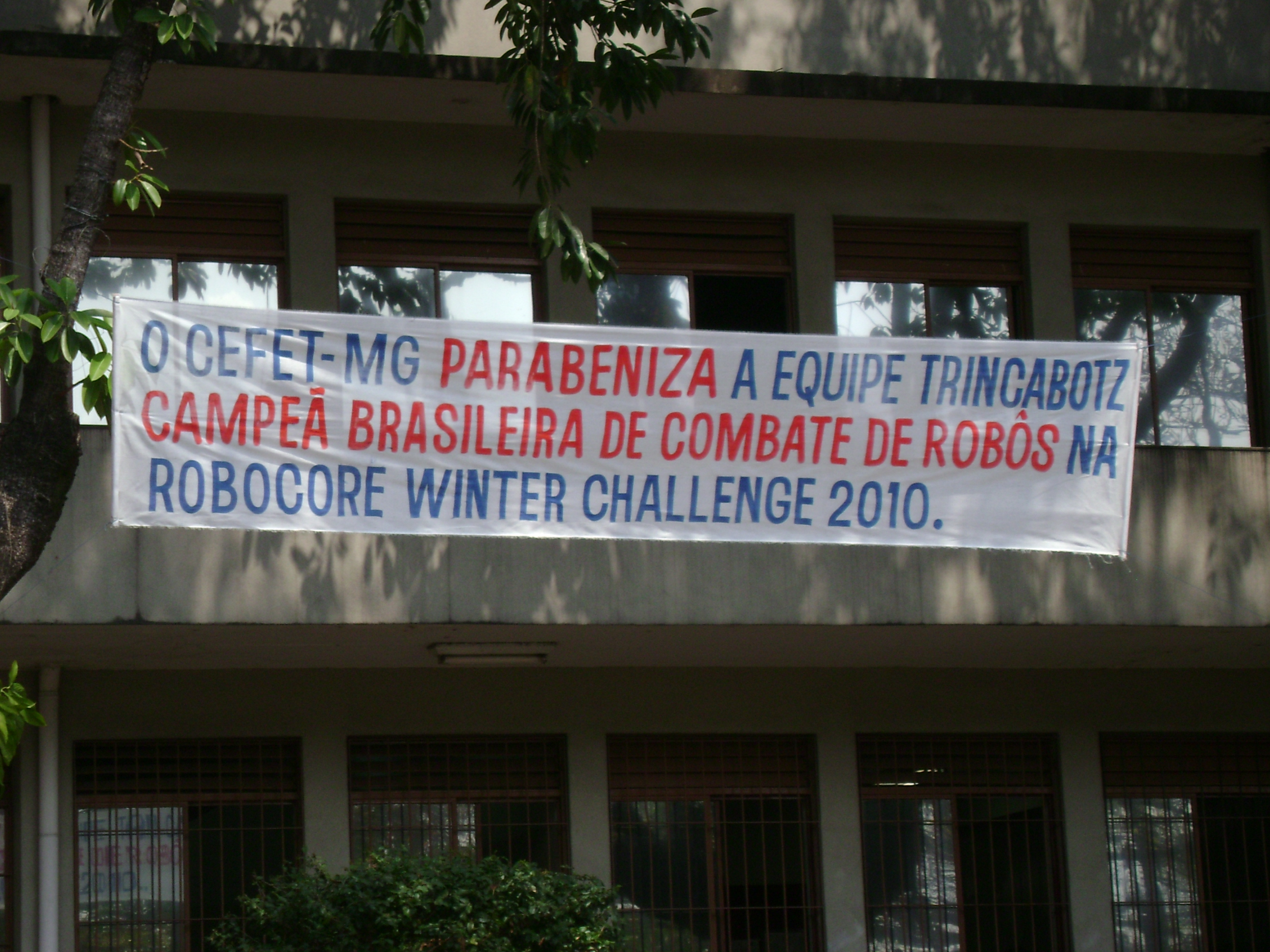
Cefet-MG, campeã do Robocore Winter Challenge 2010

- A equipe Trincabotz CEFET-MG sagrou-se campeã brasileira de combate de robôs na Robocore Winter Challenge 2010, realizada em Campos do Jordão/SP, nos dias 4, 5 e 6 de setembro. A competição reuniu representantes de diversas universidades brasileiras, além de equipes particulares, que contam com engenheiros profissionais. A Equipe Trincabotz conquistou o título de campeã com o robô “Trem”, na categoria hobbyweight, que envolve combates entre robôs de até 5,5 kg. Os projetos dos robôs campeões envolveram alunos das engenharias Elétrica e Mecânica e do curso técnico em Mecatrônica, sob orientação do Chefe do Departamento de Engenharia Mecânica.

### SAE Aerodesign East Competition
- A Cefast Aerodesign do CEFET-MG sagrou-se campeã da SAE Aerodesign East Competition 2010, principal competição do mundo envolvendo estudantes da área de aeronáutica. A disputa ocorreu de 29 de abril a 2 de maio, em Fort Worth, no Texas, Estados Unidos. Essa foi a quinta participação da Cefast na disputa internacional. Nessa disputa, além da produção de um projeto bastante competitivo, os integrantes da Cefast Aerodesign tiraram outros pontos como aprendizado.

### Competição Fórmula SAE Brasil

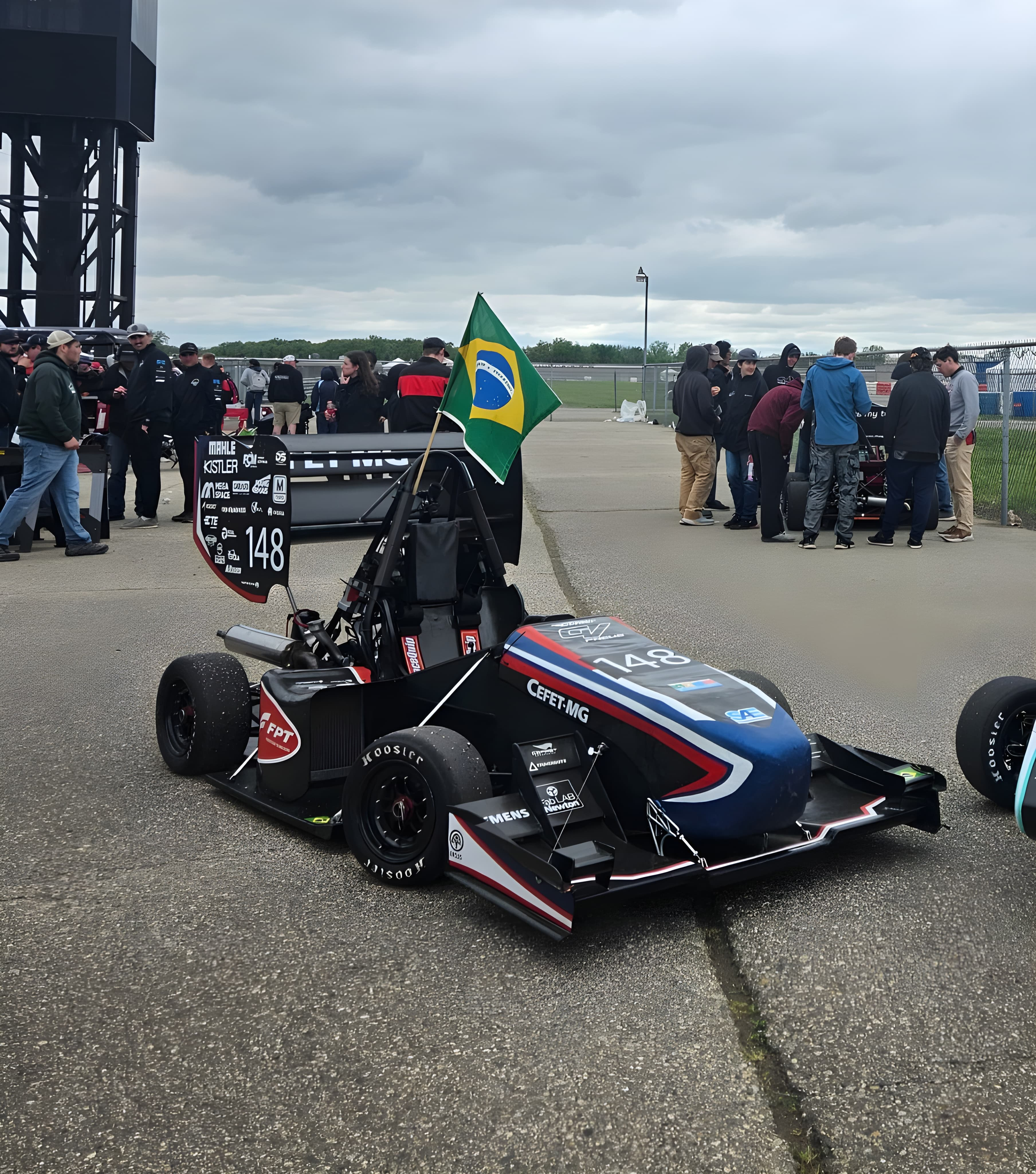
Protótipo do CEFET-MG, segundo lugar de Design Project na Formula SAE Michigan IC 2025

- A Fórmula Cefast sagrou-se campeã das 15ª, 17ª, 18ª, 19ª e 20ª edições da Competição Fórmula SAE Brasil, categoria combustão, realizadas em 2018, 2021, 2022, 2023 e 2024. Na última edição, ocorrida de 31 de julho a 4 de agosto no ECPA, em Piracicaba, a equipe não apenas conquistou o primeiro lugar na classificação geral, como também venceu as provas de Design — em que os estudantes apresentam os projetos de construção dos carros —, Autocross, Enduro e Aceleração. Nesta, bateu o recorde nacional da categoria combustão ao percorrer uma reta de 75 metros em 3,840 segundos. Com esse desempenho, a equipe garantiu vaga na Formula SAE Michigan, realizada de 14 a 17 de maio de 2025, em Brooklyn, Michigan, Estados Unidos. Em sua quinta participação na etapa internacional, a Fórmula Cefast foi classificada para as fases finais das provas de Apresentação e Design, conquistando o segundo lugar nesta última.